# Viande de chèvre

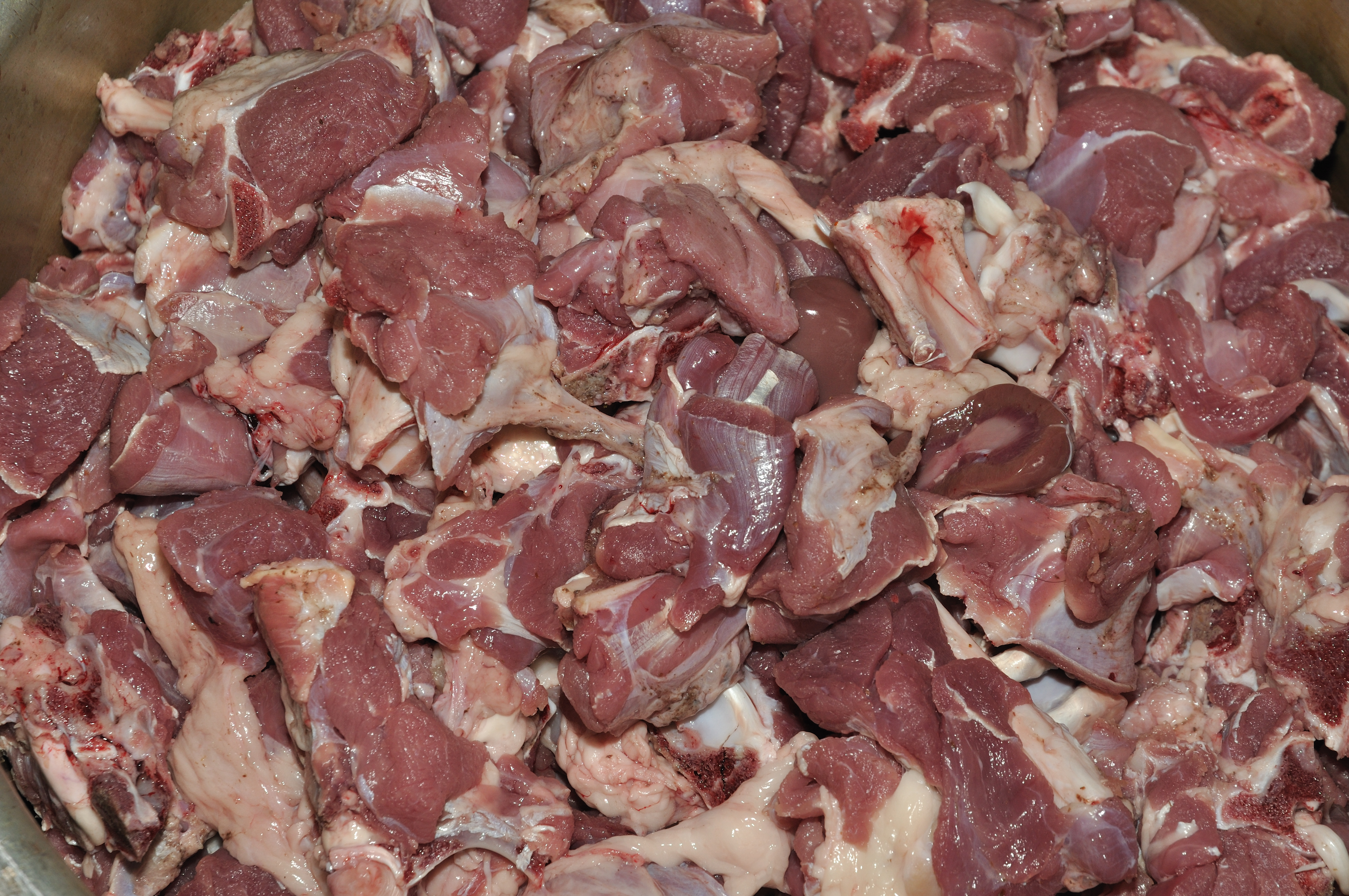
Morceaux de viande de chèvre.

La viande de chèvre provient de la chèvre domestique Capra aegagrus hircus ou sauvage Capra aegagrus aegagrus.
Dans de nombreux pays, l'élevage caprin est majoritairement orienté vers la production de viande, bien que celui-ci soit d'un faible rendement, avec 4 à 7 kg de viande par animal,. C'est le cas en 2000 de la Chine, de la Grèce, et de plusieurs pays d'Asie ou d'Afrique car la viande de chèvre y fait partie, à part entière, de l'alimentation carnée.
D'après quelques éleveurs américains, la viande de chèvre représenterait près de 63 % de la viande rouge consommée au monde[pertinence contestée]. Toutefois, selon la FAO cette consommation de viande se classe loin derrière celles, dans l'ordre, de porc, de volaille ou de bœuf.
L'élevage caprin boucher est comparable à celui des ovins de boucherie.
Dans certains pays d'Asie et d'Afrique, les caprins, jeunes ou matures, sont une source principale de viande, très appréciée notamment, avec celle de mouton, par les peuples de religion musulmane.  En Asie, la viande de chèvre est très utilisée particulièrement en Chine, en Corée et dans les Caraïbes, surtout en Guadeloupe et en Haïti.
Dans les pays occidentaux où les animaux adultes ne sont pas recherchés de la même façon, et notamment en Europe où la production de cette viande reste marginale, l'élevage concerne essentiellement la production de jeunes sujets, les chevreaux, chèvres juvéniles sous-produits de l'élevage laitier. Cependant, chez les Grecs, la viande de chèvre est particulièrement présente durant les fêtes de Pâques et de Noël.

## La viande de caprin

### Composition nutritionnelle
La viande caprine est une viande de bonne qualité protéique, et maigre comparativement aux plus courantes ; par ailleurs, son taux de matière grasse contient peu d'acides gras saturés et son taux de cholestérol est plus bas que pour les autres viandes, la rendant intéressante pour les personnes soucieuses de régime hypocalorique et hypocholestérolémique. 
| Composants des viandes  | Chèvre | Poulet | Bœuf | Porc | Agneau |
| Calories                | 122    | 162    | 179  | 180  | 175    |
| Matière grasse (g)      | 2,6    | 6,3    | 7,9  | 8,2  | 8,1    |
| Acides gras saturés (g) | 0,79   | 1,7    | 3    | 2,9  | 2,9    |
| Protéines (g)           | 22     | 25     | 25   | 25   | 24     |
| Cholestérol (mg)        | 63,8   | 76     | 73,1 | 73,1 | 78,2   |
| ----------------------- | ------ | ------ | ---- | ---- | ------ |

La viande de chèvre fait partie du régime crétois. Contrairement aux idées reçues, les Crétois de l'intérieur des terres ne mangent que peu de poisson, mais consomment les cabris et chèvres de réforme. Leur viande maigre participe à ce régime favorisant la longévité.

### Le chevreau
La viande de chevreau ou de cabri est couramment comparée, en France, à celle d'agneau. Elle concerne dans les deux cas des animaux juvéniles de la sous-famille des caprinae, abattus entre quinze jours et quatre mois.

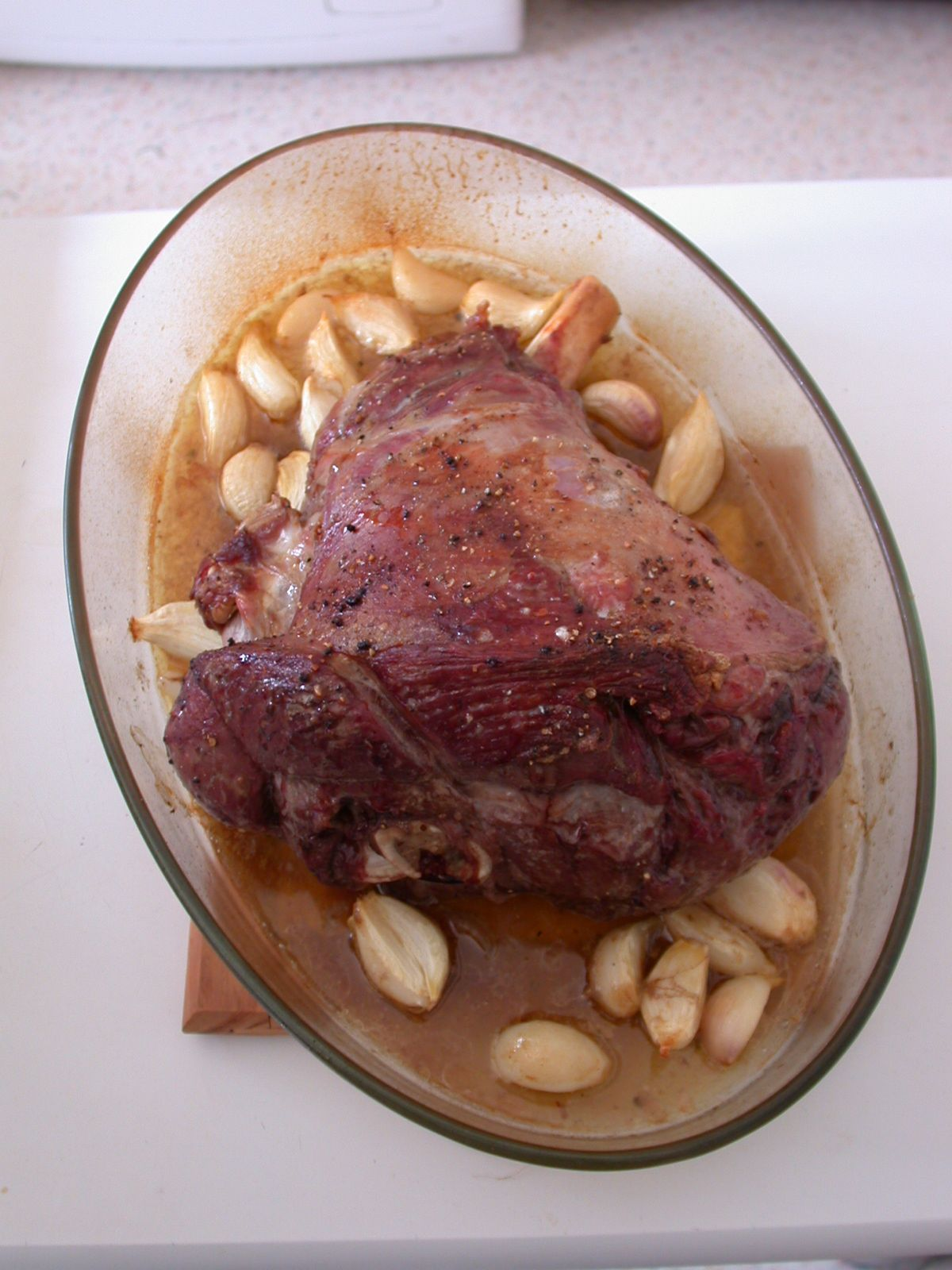
Gigot d'agneau raccourci comme élément de comparaison.

Une étude de caractérisation des deux viandes a été menée en 2008. Elle visait à soutenir l'élevage de la race de chèvre des Pyrénées. Cette race, autrefois bien implantée principalement pour la production de viande, a failli disparaitre à cause de la désaffection des consommateurs. Un plan de relance initié par le Conseil régional de Languedoc-Roussillon et le conseil général des Pyrénées-Orientales est en cours de mise en place.
Deux tests ont été menés. Des dégustateurs habitués ont goûté les gigots d'un agneau et d'un chevreau. Sur les plans olfactif et visuel, celui d'agneau s'avère plus juteux, rosé, au gras plus parfumé, alors que le chevreau présente une couleur plutôt grisée et une odeur animale plus prononcée. À la dégustation, la viande de chevreau est plus ferme, moins juteuse et plus filandreuse que celle d'agneau. Des consommateurs lambda, ayant dégusté une épaule rôtie des deux espèces, ont mieux noté l'aspect, le goût et l'appréciation globale de l'agneau ; pour l'odeur, il n'y a pas eu de différence significative. La viande de chevreau, en revanche, est significativement moins grasse ce qui constitue un élément favorable à sa consommation par une clientèle soucieuse de sa santé et du maintien pondéral.
Généralement jugée plutôt un peu fade par les gastronomes, la viande de chevreau est préconisée avec des épices ou condiments assez forts par certains cuisiniers, mais les amateurs américains préfèrent généralement un assaisonnement modéré et choisi (une seule épice ou aromate à la fois) qui ne masque pas la délicatesse de la chair.

### La chèvre
La viande de chèvre concerne les animaux matures : chèvre, bouc ou bouc castré. Sa texture plus ferme que celle du chevreau nécessite une cuisson plus longue, de type ragout mijoté : pot-au-feu, daube, couscous, etc. En France et en Italie, on fabrique de la charcuterie de chèvre, sèche (saucisse sèche, saucisson, salami, etc.) ou cuite (pâté, rillettes, terrines, etc.). En Afrique, la conservation de cette viande se fait par séchage.
En 1775, Pierre-Joseph Buc'hoz signale que la viande de chèvre est moins appréciée que celle du mouton. Sa viande est souvent salée et destinée aux consommateurs les plus pauvres, le commun du peuple.
En 1926, Huart du Plessis attribue la répulsion des Français pour la viande de chèvre à « l'odeur forte, désagréable, repoussante même, que dégage autour d'elle la race caprine, odeur qui se communique nécessairement à la chair, et la rend alors impropre à la consommation. » Il prône la castration qui facilite l'engraissement, fait disparaitre l'odeur et rend la chair plus tendre et plus savoureuse.
Il cite aussi l'expérience du restaurateur Chevet ainé, chargé par la Société zoologique d'acclimatation de faire des expériences sur la viande d'Angora et qui a conclu que, très bonne à manger, « au moins égale à la meilleure qualité de mouton »,  cette viande se prête à diverses préparations.
M. Chevet avait travaillé avec la viande d'un bouc de cinq ans, castré à trois ans et demi ; quatorze de ses confrères ont apprécié les rognons grillés, le bouillon de collet, de poitrine et des parures de côtelettes, le gigot préparé comme un quartier de chevreuil (piqué de lard, mariné pendant trois jours puis rôti), la selle braisée, les côtelettes au naturel et l'épaule, servie froide, en daube farcie à la gelée.

## Histoire de la consommation

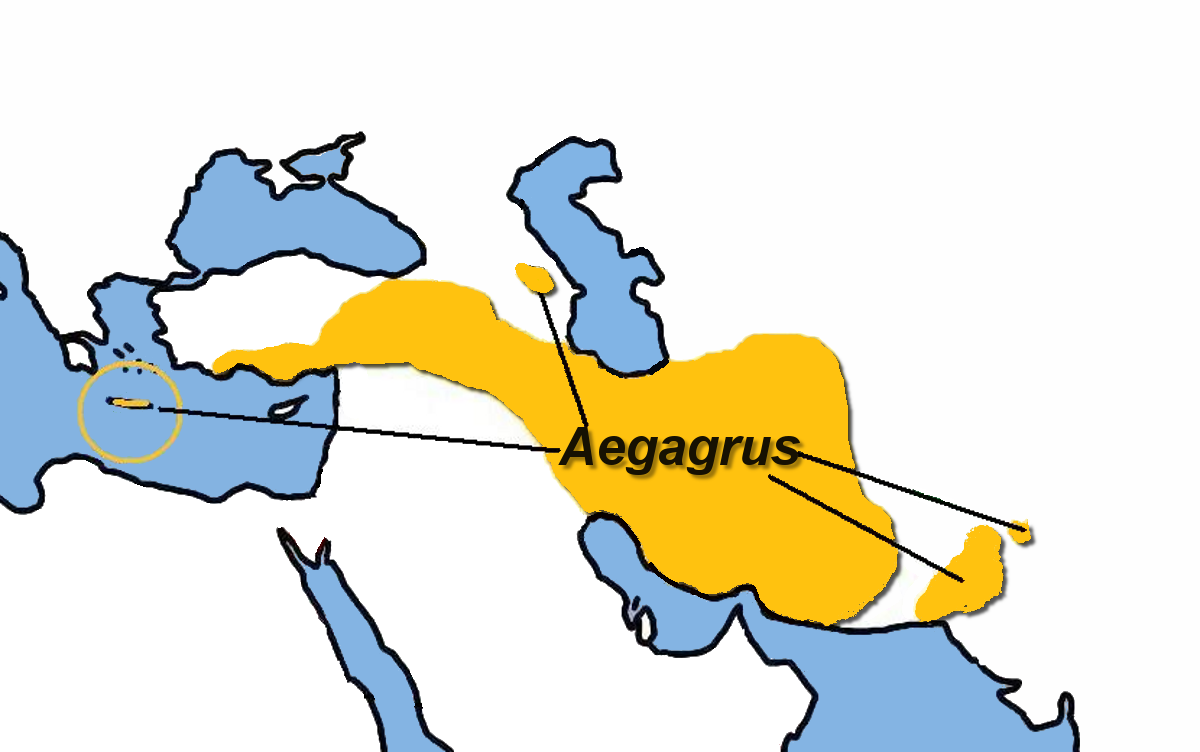
Carte de l'habitat originel de Capra aegagrus.

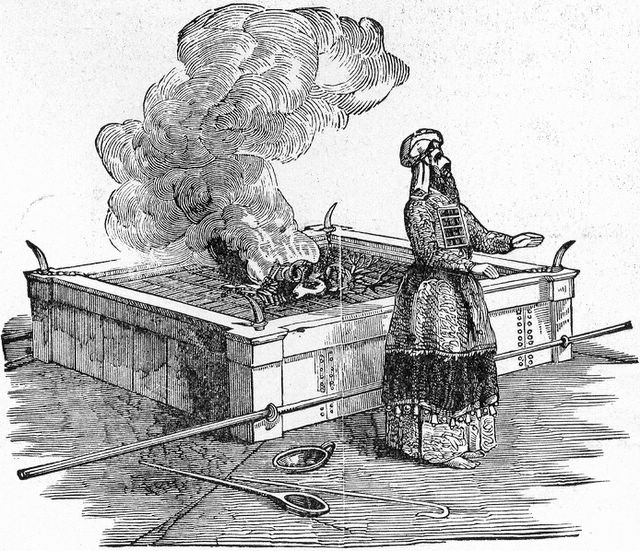
Sacrifice d'une chèvre dans une illustration de la Bible.

### Préhistoire et Antiquité
La consommation de viande de chèvre a probablement commencé dès que l'homme a croisé la route de la chèvre sauvage. Si cette consommation est difficile à dater, la domestication de la chèvre, elle, remonterait à 10 000 ans, dans les monts Zagros en Iran occidental. Cette estimation a été possible grâce à la découverte de nombreux squelettes très anciens de jeunes chevreaux mâles, les jeunes chevrettes étant gardées pour la reproduction.
La domestication a ensuite entraîné les chèvres dans les régions où les ont conduites leurs pâtres. Les Grecs anciens élevaient chèvres et moutons pour leur lait, mais aussi pour leur viande. Les Romains élevaient beaucoup de chèvres et de porcs ; ces troupeaux constituaient la majorité de l'alimentation carnée du peuple car elle faisait partie des viandes meilleur marché. Hippocrate précise que la viande de chèvre est légère et digeste.

### Moyen Âge
Le Breviarium de Charlemagne indique la composition des troupeaux sur cinq de ses terres : pour 106 vaches et 43 veaux d'un an, 467 brebis et 472 agneaux d'un an, on compte 123 chèvres et 64 chevreaux du même âge ; le Capitulaire De Villis, d’autre part, impose aux intendants d’amener à la cour, tous les ans, les quartiers salés récemment des chèvres et des boucs qu'ils ont engraissés.
Durant le Moyen Âge cependant, la viande de chèvre est proscrite à Montpellier et à Lausanne, de peur que les bouchers ne la fassent passer pour de la viande de mouton. En Italie, à Bologne, pour les mêmes raisons, l'élevage des chèvres est interdit tandis qu’à Osogna (Suisse), le cabri servait de dîme.
En revanche, en Afrique du nord, cette viande est renommée et sa consommation importante. En Libye, elle est la viande prépondérante; elle est préférée à celle de mouton : « la viande de mouton est considérée à Surt comme la viande de chèvre ailleurs. Il doit s'agir de chèvres élevées dans le maquis alentour. » La médecine arabe déclare cette viande bonne pour qui porte boutons ou pustules et « elle engendre un sang épais moins chaud que la viande de mouton ».

### Époque moderne
Après la découverte de l'Amérique, le développement des échanges entre l'Europe et les autres continents nécessite des points de ravitaillement.

Des chèvres sont lâchées dans des îles désertes. Leur rôle est de coloniser l'espace et de servir de pitance aux naufragés, aux mutins débarqués, aux navires qui cherchent du ravitaillement… Cette population marronne donne une évolution en autarcie en prise directe avec la sélection naturelle. Des races adaptées aux conditions climatiques en naissent. 

« Dès ma première exploration je découvris qu’il y avait des chèvres, ce qui me causa une grande joie. »

— Daniel Defoe, Robinson Crusoé
Au Cap-Vert, au XXe siècle, la viande de chèvre est prisée grâce à sa petite taille, plus facile à traiter rapidement que celle du bœuf. Elle est consommée localement alors que la viande de bœuf sert au ravitaillement des navires qui font relâche. En outre, la vente de la peau représente presque le prix de l'animal.
Dans les années 1970, en Nouvelle-Zélande, les chèvres marronnes ont été capturées ou volontairement éliminées par la chasse pour préserver l'espace naturel. Une étude des animaux capturés a permis l'initiation d'un programme de recherche pour en faire une race d'élevage boucher qui a eu pour résultat la création de la race kiko.

## Localisation de la production et de la consommation
Entre 1992 et 2006, le cheptel caprin mondial a cru de 40 % pour atteindre 840 millions de têtes. Cette augmentation concerne la Chine et l'Afrique qui ont progressé respectivement de 50 % et de 35 %.
En Asie et en Afrique, la vocation première de l'élevage caprin est bouchère. Une tête de bétail convertie en viande représente environ 4 à 7 kg de viande. La production est en revanche faible en regard de la taille du troupeau. Cette faiblesse de rendement est due au fait que la chèvre est élevée là où les autres animaux ne trouvent pas à se nourrir. En Europe, où l'industrie laitière est organisée et occupe des terres riches, 3 % de la population mondiale représentent 18 % de la production mondiale de lait et fromage. Cet élevage concerne, dans de nombreux pays, une part importante de la production à usage familial, que ce soit en lait ou en viande ; cette consommation est difficile à quantifier et souvent échappe aux statistiques. L'élevage caprin est à vocation laitière en Europe et en Amérique du Nord.

### En Europe

#### Cas général
En Europe, les chèvres constituent 3 % du troupeau mondial, mais le seul pays ayant conservé une tradition d'élevage boucher de cet animal est la Grèce. Ce pays fournit 46 % du troupeau européen et 58 % de la production de viande caprine. Les autres pays sont essentiellement des producteurs de lait de chèvre. La viande de chevreau y constitue un sous-produit de l'élevage laitier car les chèvres doivent mettre bas tous les ans pour produire du lait. Le but des éleveurs est de se débarrasser rapidement des jeunes mâles et des femelles surnuméraires pour se concentrer sur la production laitière. Les jeunes sont donc vendus très tôt pour l'abattage ou pour grandir quelques mois chez un engraisseur. Ils sont abattus au printemps pour une consommation saisonnière autour des fêtes de Pâques. Certains pays européens, comme la Grèce, l'Italie, l'Espagne, ont conservé leur tradition de consommation de viande de chèvre et de chevreau. Pour d'autres, les jeunes sont vendus aux pays demandeurs. 

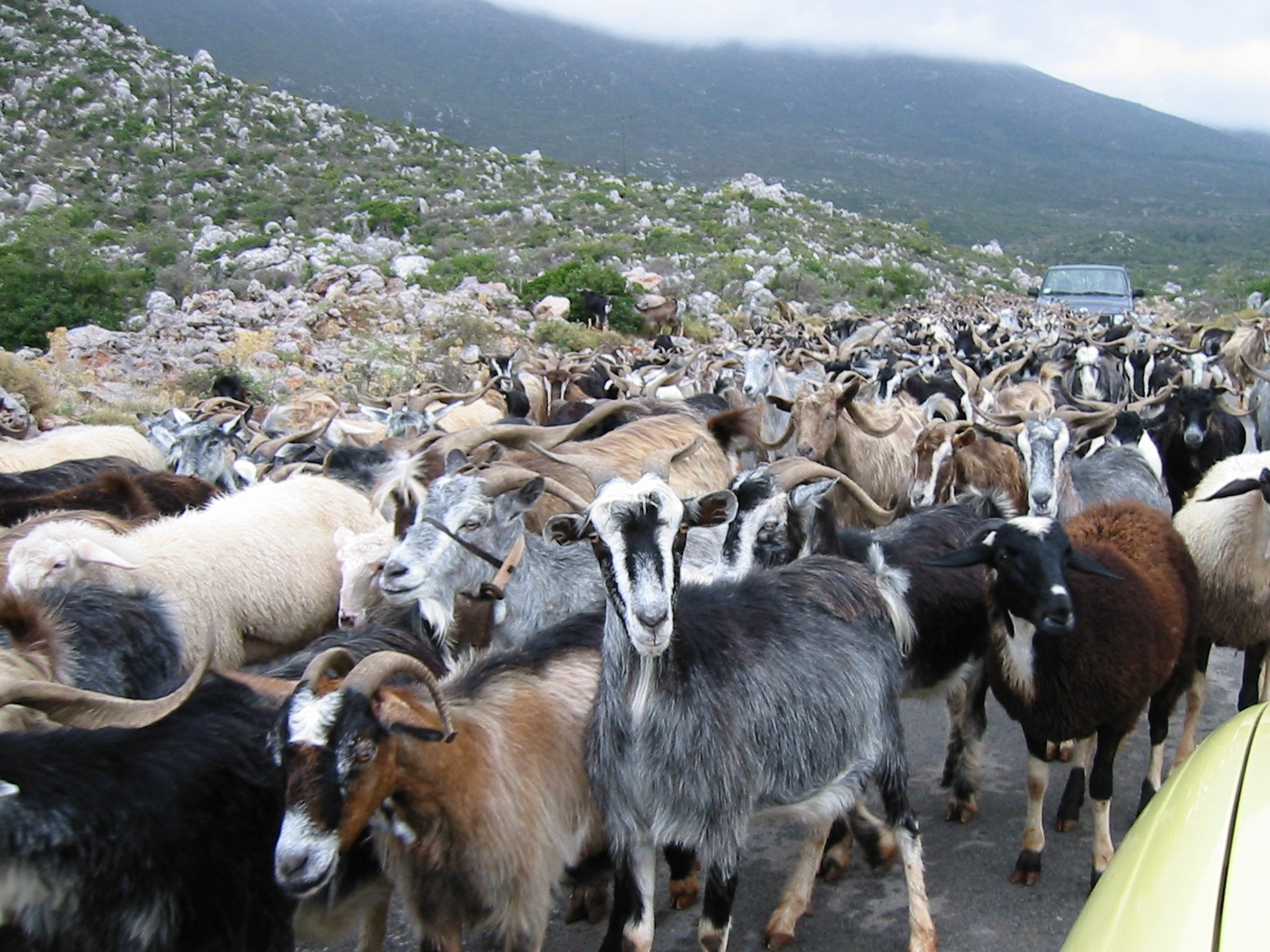
Troupeau de chèvres dans les montagnes grecques.
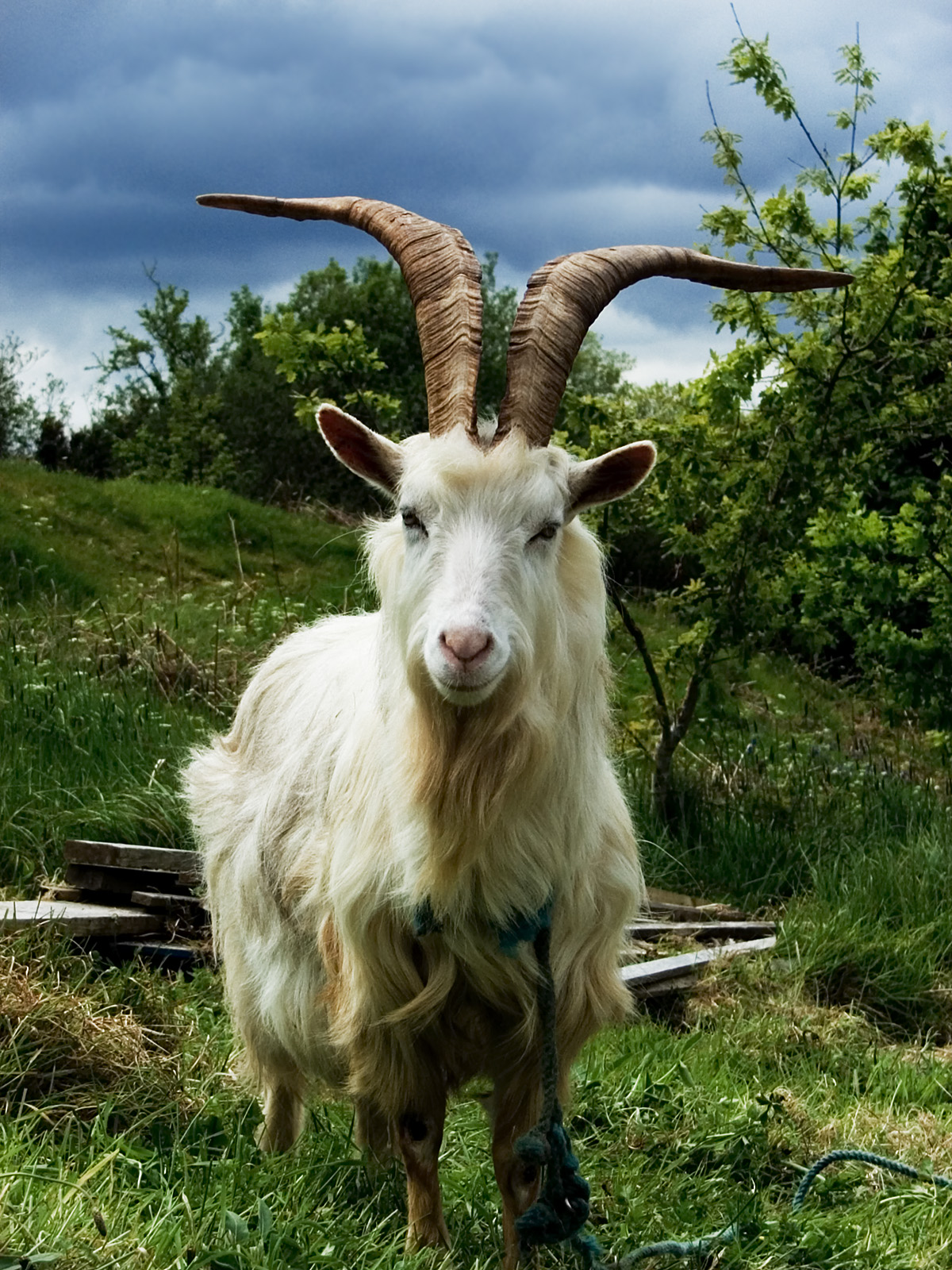
Chèvre irlandaise.
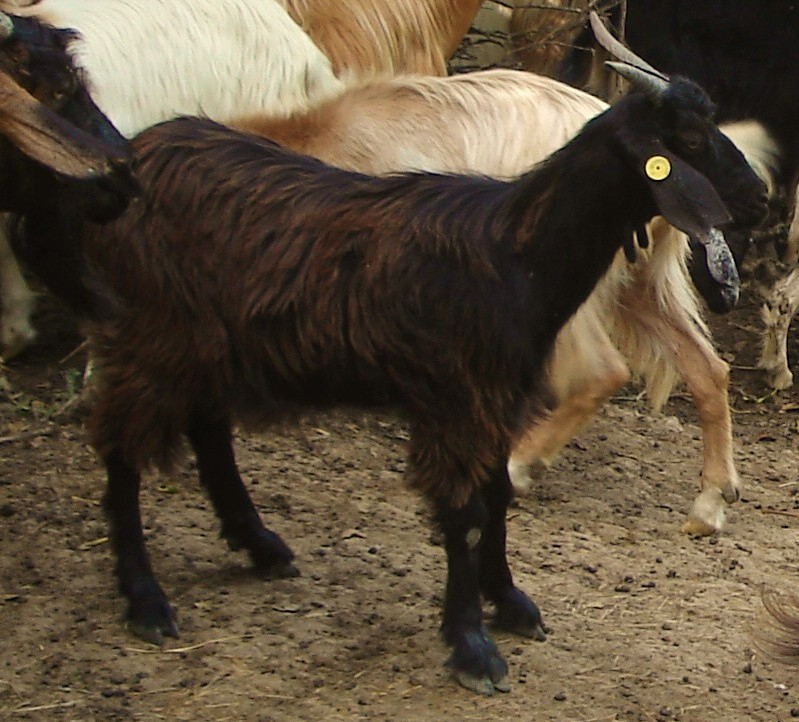
Chèvre de race messinese en Sicile.
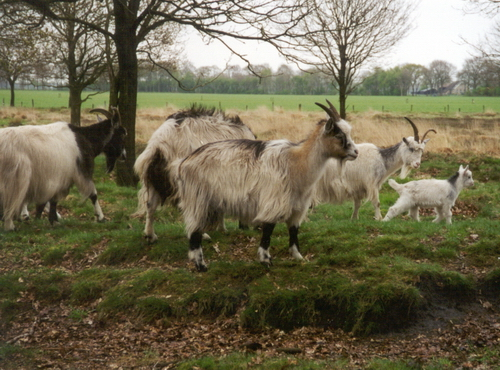
Chèvres néerlandaises.

#### La France, un cas particulier

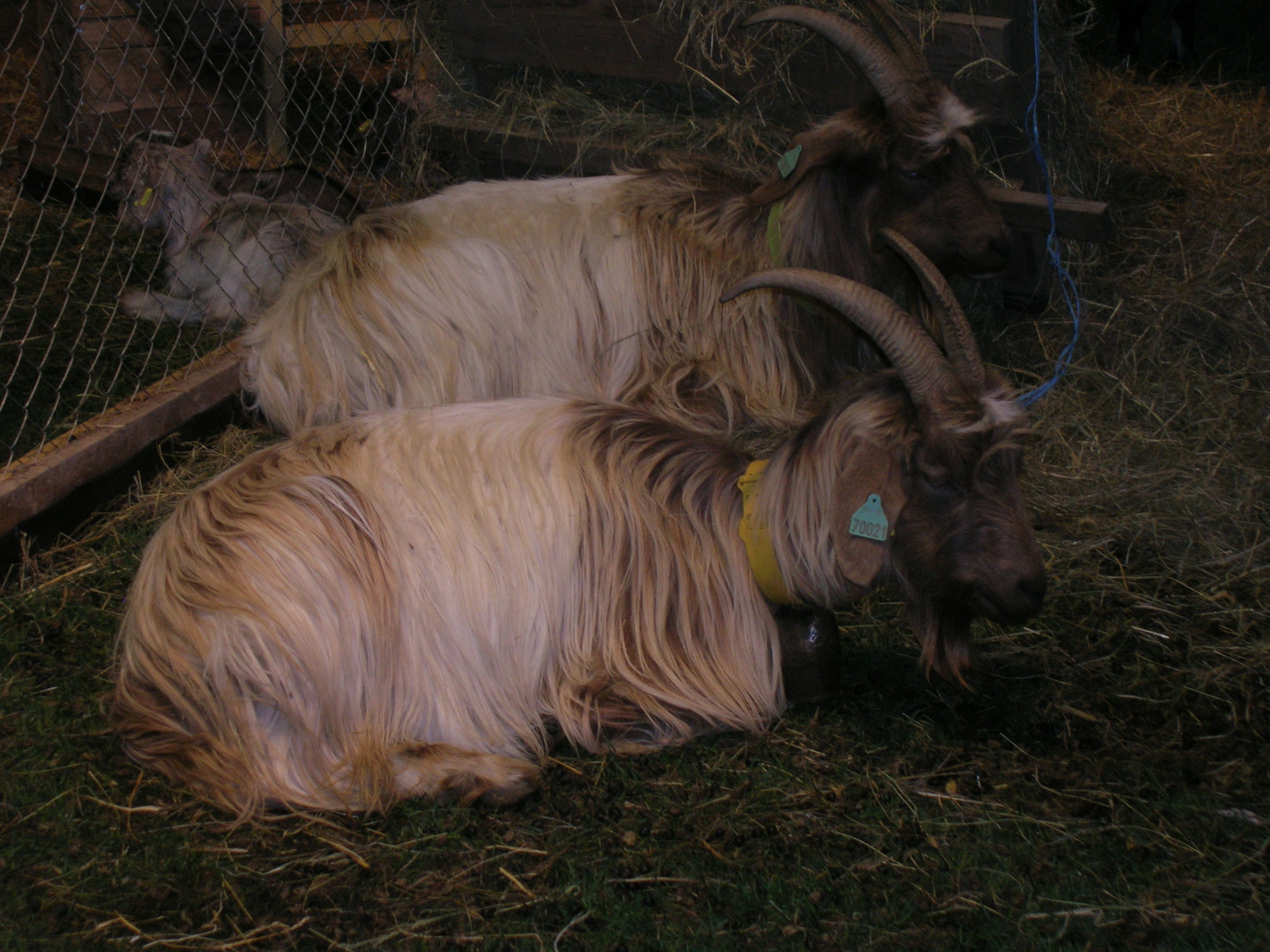
Chèvre des Pyrénées, autrefois utilisée pour sa viande, son cuir, son fumier, son lait.

Autrefois, la France avait un cheptel caprin comparable à celui des pays africains et asiatiques actuels : un grand nombre de races adaptées à chaque région et une production marginale à côté des élevages plus rentables des ovins (pour le fromage et la laine) et des bovins (pour les produits laitiers et la viande). La chèvre occupait les zones inexploitées par les autres élevages. En Bretagne et Normandie, la chèvre des fossés était utilisée pour nettoyer les talus et fossés, s'alimentant toute seule autour de son piquet d'attache. Les Pyrénées, l'Auvergne, la Provence, avaient leur chèvre. Seule celle du Poitou était spécialisée dans la production laitière. La chèvre donnait un peu de lait, régulièrement deux chevreaux par an et la viande des animaux réformés était aussi consommée, parfois fumée comme en Savoie. C'est au cours du XXe siècle que l'élevage laitier a prospéré, reléguant la viande à une tradition pascale locale ou à l'exportation.
Par exemple, le Poitou ou l'Ardèche, grandes régions françaises de tradition fromagère caprine, exportent aujourd'hui leurs chevreaux vers l'Italie. Après s'être longtemps débarrassé des chevreaux en les exportant, ces régions tentent au XXIe siècle de mieux valoriser cette production importante face à une consommation marginale. La charcuterie est un moyen utilisé pour allonger la consommation au-delà de la tradition pascale de ces zones.

### En Afrique
L'Afrique représente 29 % du cheptel mondial en 2003 et plus du tiers en 2011; la viande caprine y est la plus consommée. Le marché de sa viande est toutefois difficile à appréhender et souvent sous-estimé; les chèvres sont élevées en petits troupeaux en liberté ou semi-liberté et les échanges commerciaux se font très majoritairement sans trace écrite; la viande autoconsommée n'est pas prise en compte dans les études économiques.
L'adaptation de la chèvre à un milieu aride date de plusieurs millénaires. Elle se contente de peu et tire profit de toute sorte de végétation : herbe, buissons, branchages même épineux. De plus, elle donne, outre sa viande, son lait, son fumier et son cuir, et sa prolificité permet de reconstituer les troupeaux après des épisodes de forte mortalité liée au climat sec.
En Afrique subsaharienne, l'élevage traditionnel des petits ruminants (chèvre, mouton) est une source importante de viande. Selon les régions, les viandes de chèvre et de mouton sont préférées l'une à l'autre. Le prix de la viande de chèvre est voisin de celui du mouton et tantôt meilleur marché, tantôt plus cher que celle de bœuf.

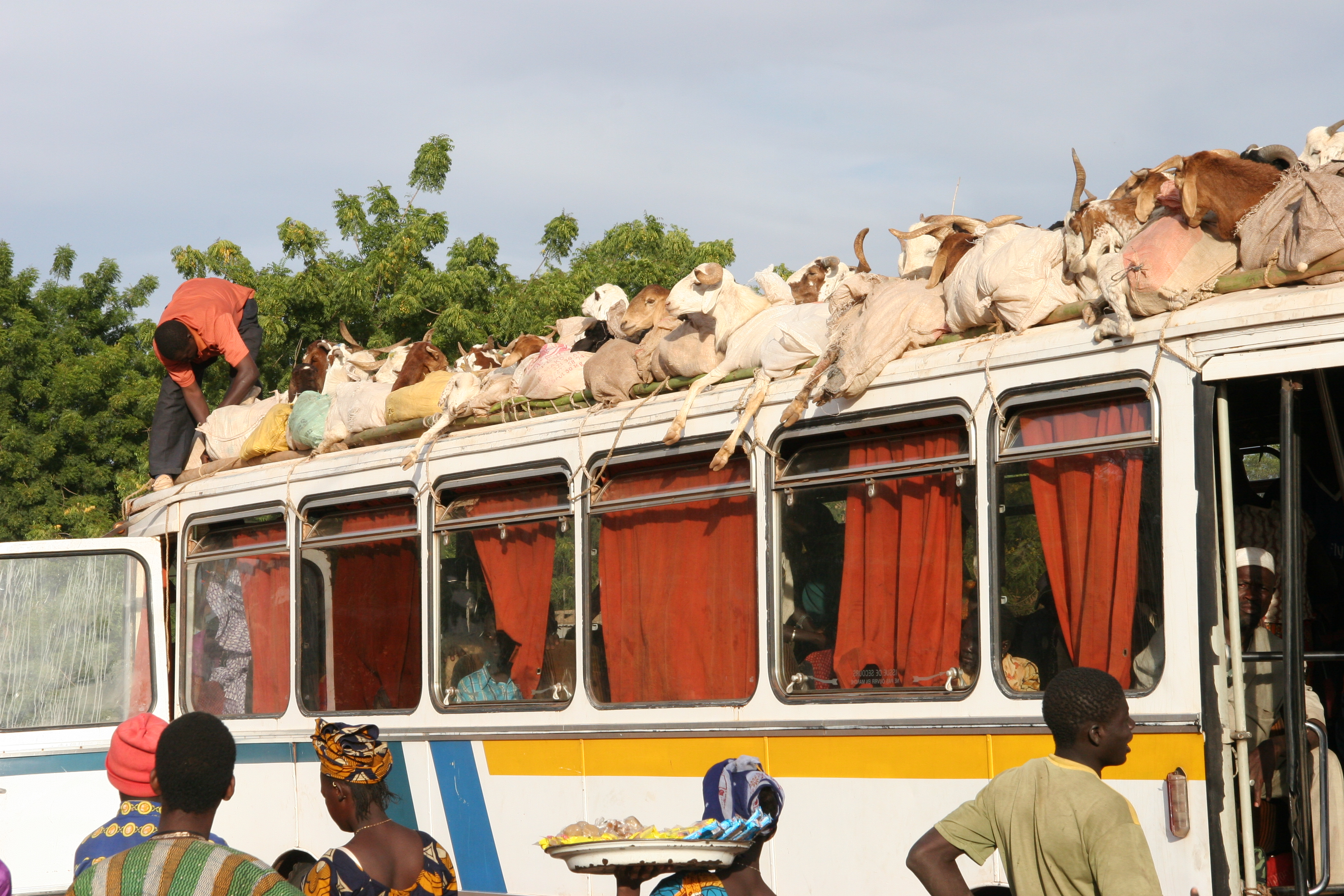
Chèvres transportées sur le toit d'un autocar, au Mali. L'illustration date d'une quinzaine de jours avant la fête de l'Aïd el-Kebir.
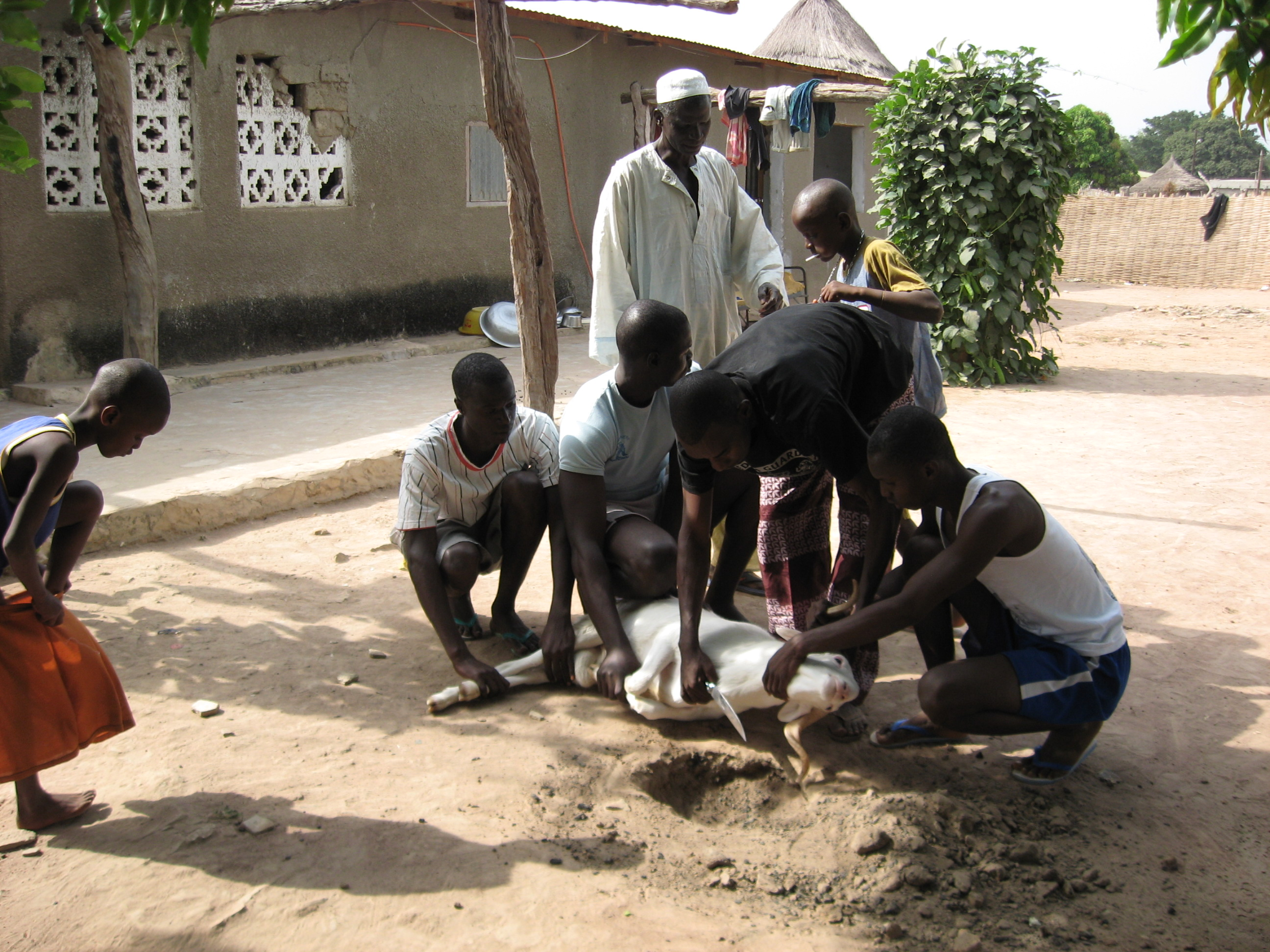
Sacrifice rituel d'un bouc au Sénégal, en Haute-Casamance.
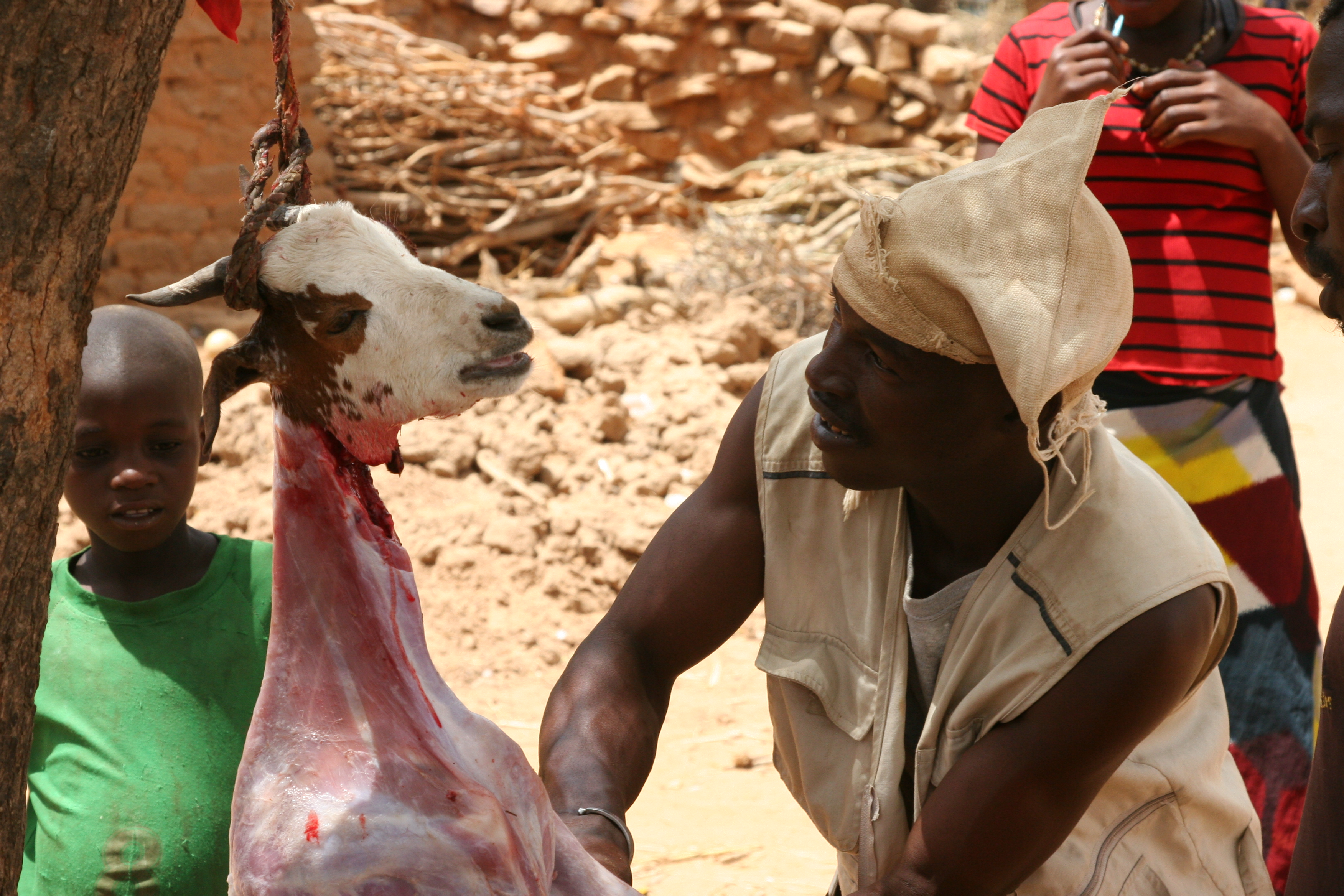
L'abattage familial n'est pas toujours pris en compte dans les statistiques.
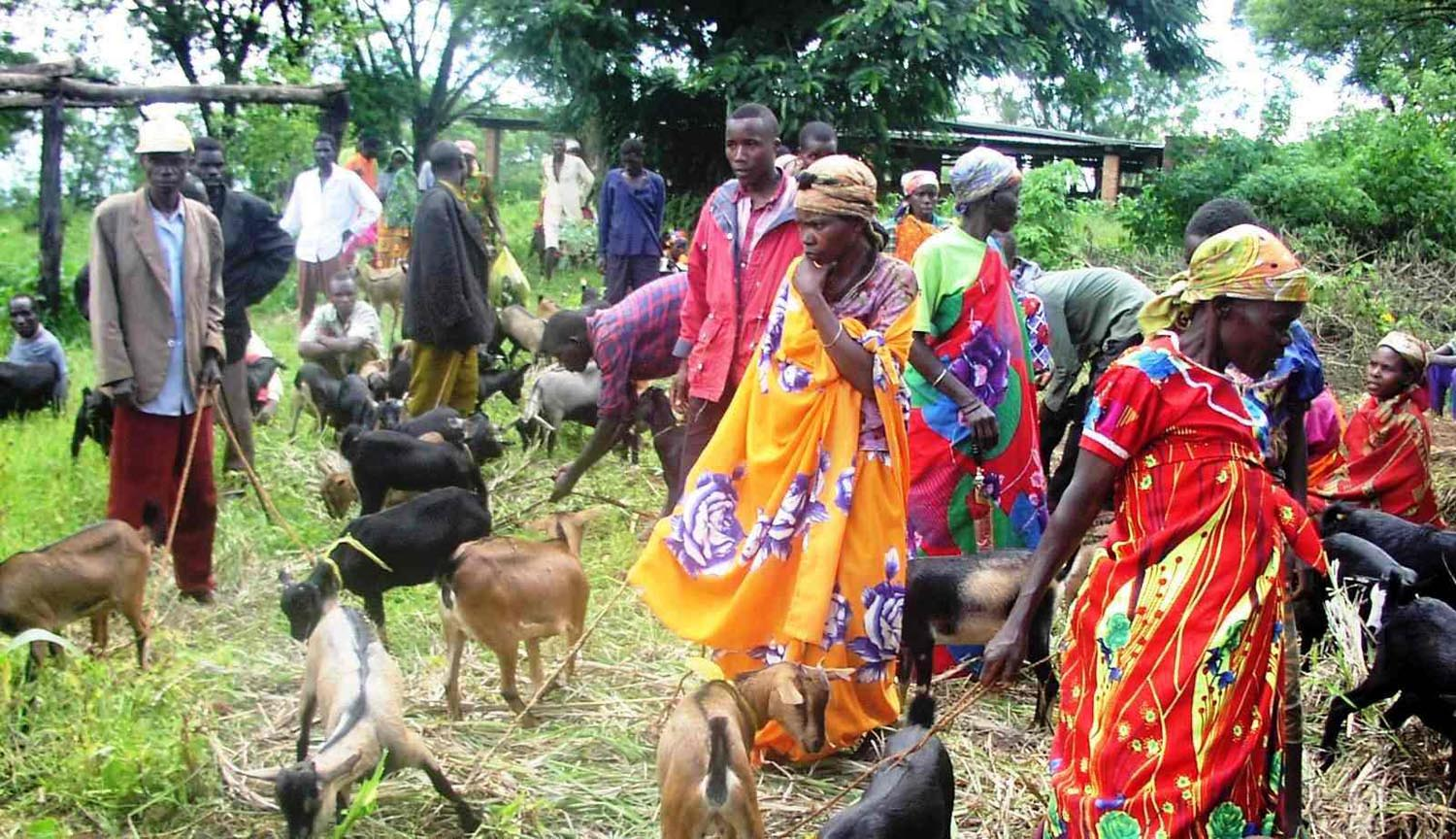
Marché aux chèvres (naines) au Burundi.

### En Asie
L'Asie représentait en 2003 63 % de la population caprine avec environ 453 millions d'animaux, (dont 21 % pour la Chine et 17 % pour l'Inde). En 2012, les proportions se sont inversées, la Chine ayant réduit son cheptel de plus du quart entre 2005 et 2012, tandis que l'Inde continuait à augmenter le sien, avec 157 millions de tête, sur un total mondial de 924 millions.
En Chine, la viande de chèvre est consommée depuis très longtemps et l'élevage caprin y est bien développé. Cette tradition est encouragée par la religion bouddhique; la chèvre est strictement végétarienne comme les saints du bouddhisme, contrairement au porc. 
En Inde, la consommation des moutons et chèvres est majoritaire : elle échappe aux interdits religieux des deux grandes religions : islam (porc) et hindouisme (bœuf). Durant le développement de la société Ārya-Samāj, un dégoût de la viande amène la caste des brahmanes (de la moitié nord de l'Inde) au régime végétarien ; cependant, ils continuèrent à consommer de la viande de chèvre lors des cérémonies de funérailles. La production caprine est toutefois majoritairement destinée au lait.
En Mongolie, la viande noble est celle des animaux à museau chaud consommée lors de fêtes ; ce sont les viandes issus des rituels sacrificiels chamaniques, (cheval) et bouddhiques. (mouton) La viande des animaux à museau froid (bœuf, chameau et chèvre) est moins renommée; elle concerne les repas quotidiens, sauf celle du ragout de chèvre cuit à l'étouffée.
Au Proche et au Moyen-Orient, l'élevage des chèvres et des moutons destinés à la production de viande est généralisé; c'est la région de la domestication de ces deux espèces. Par exemple, au Liban, les ruraux préfèrent le mouton puis la chèvre, grâce à leur faculté à donner un bon bouillon, à l'inverse de la viande bovine. La viande fraîche est consommée environ une fois par semaine, entre autres sous forme de Kebbé nayé. Le reste de la viande est confite dans sa graisse, donnant des boulettes qui accompagnent les plats de légumes et parfument les bouillons. « Celui qui rate la viande se rassasie du bouillon ».

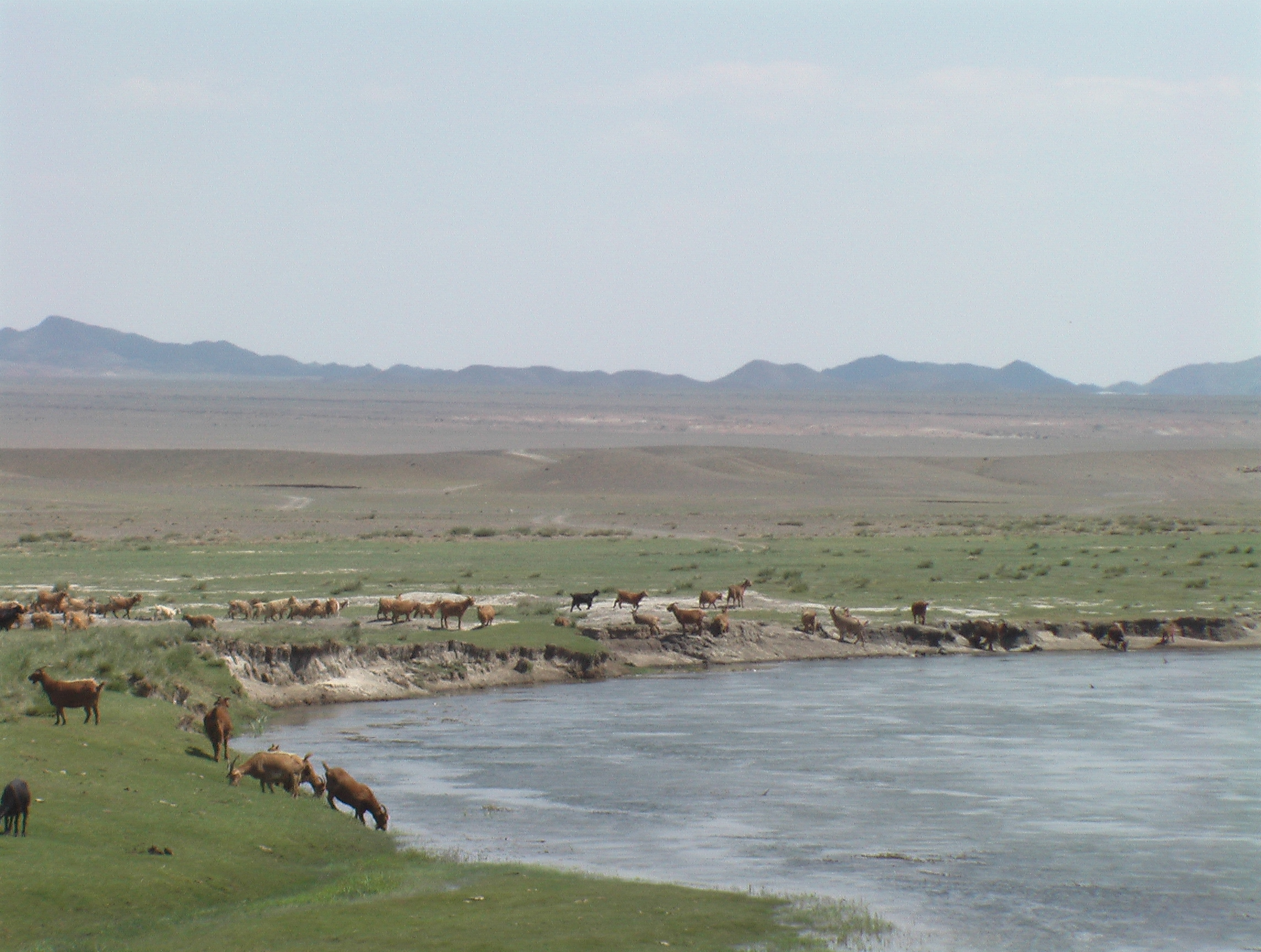
Troupeau de chèvres en Mongolie.
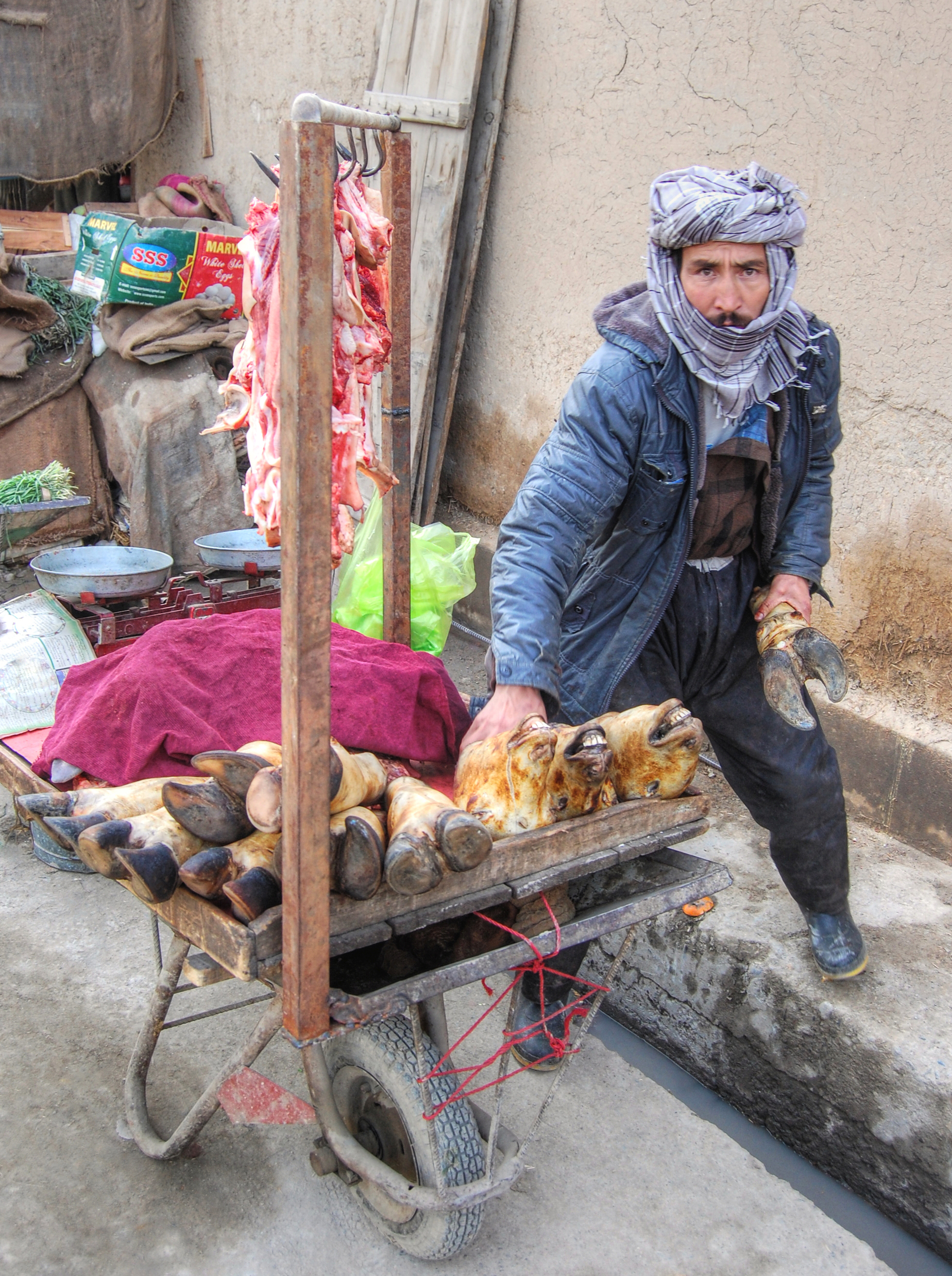
Boucher ambulant à Kaboul, proposant de la chèvre.
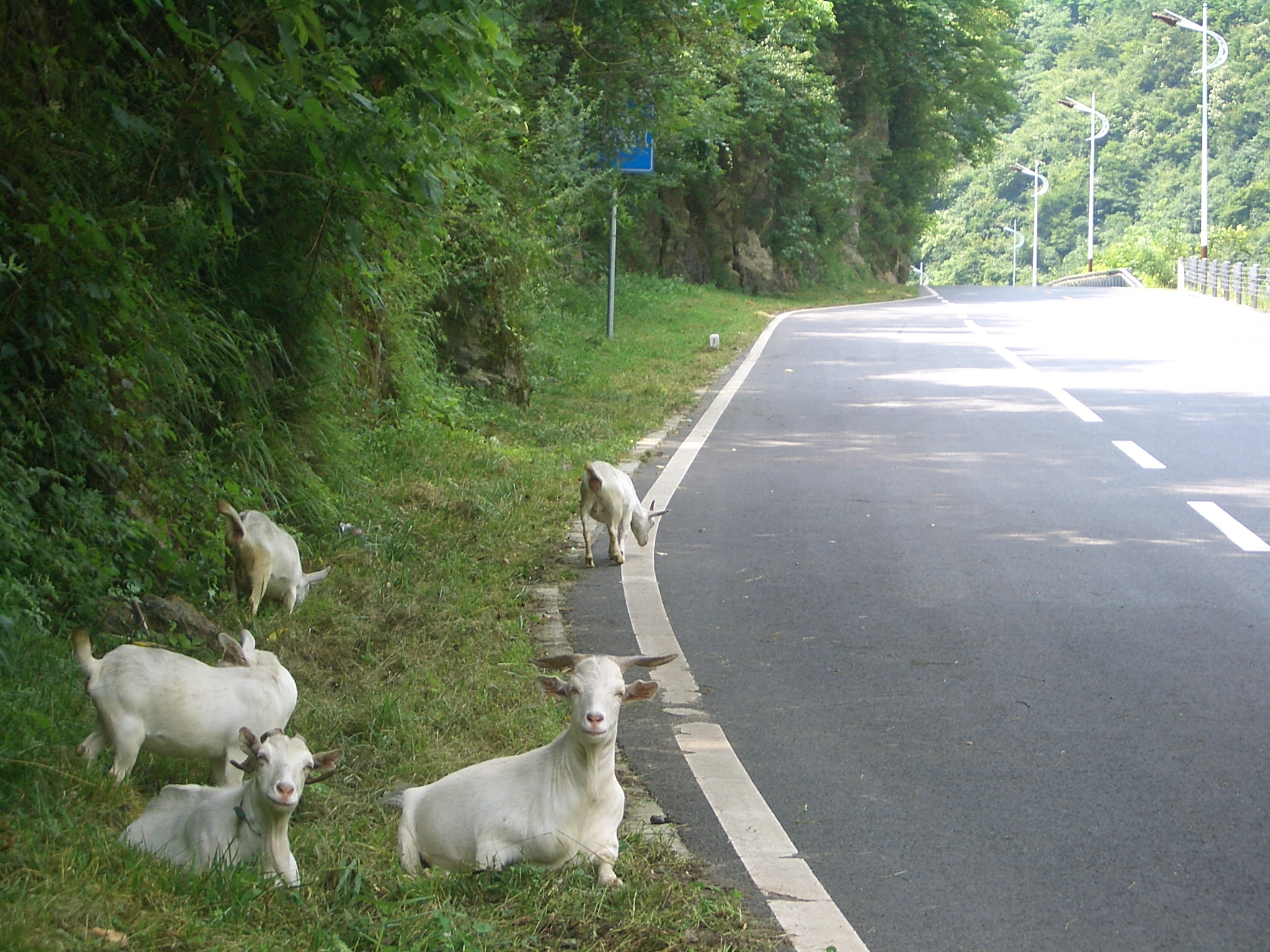
Chèvres chinoises en pâturage libre.
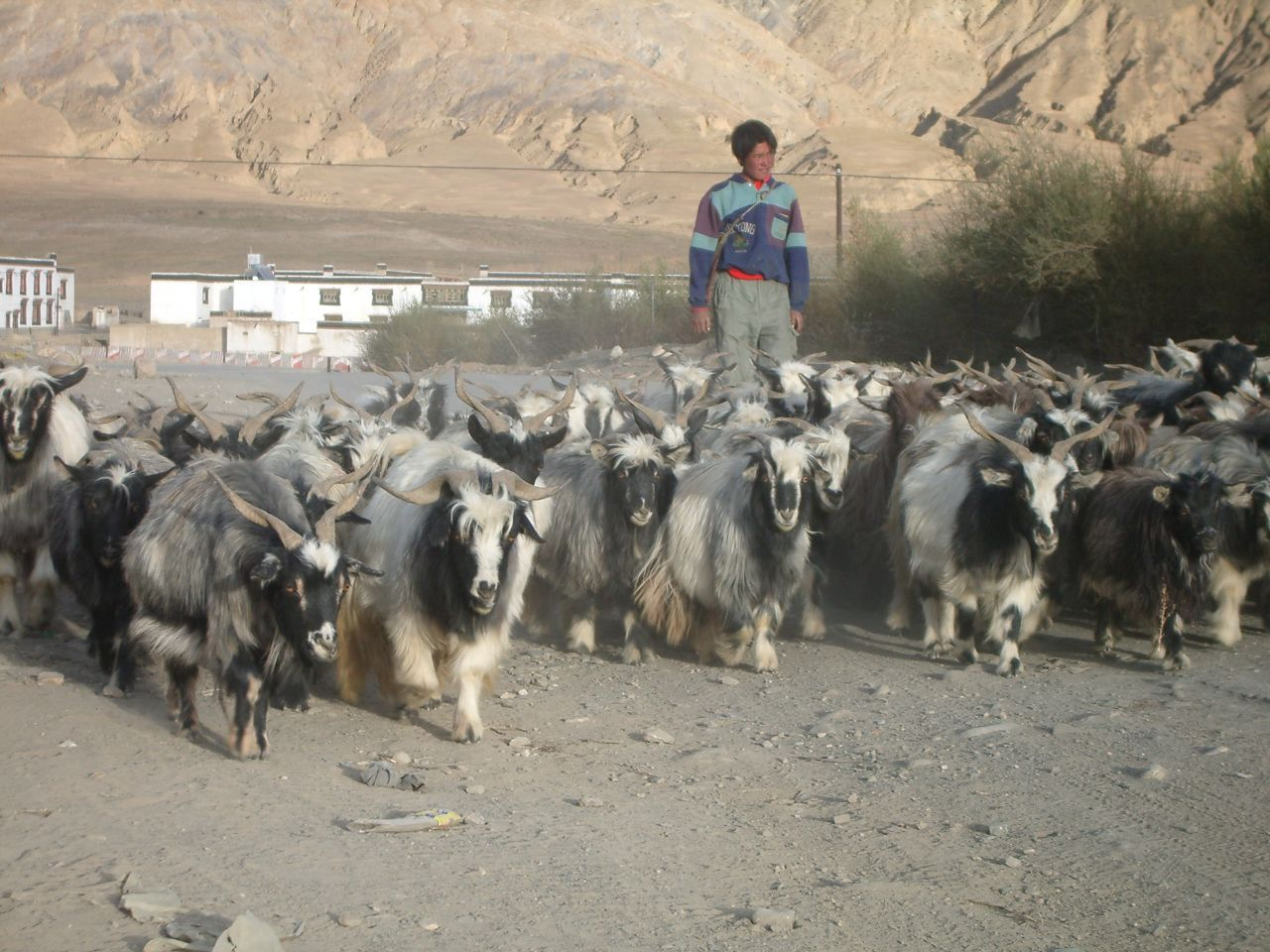
Troupeau de chèvres tibétaines.

### En Amérique
L'Amérique représente 5 % du nombre de caprins. Entre 1992 et 2006, la proportion n'a pas varié ; dans le détail, la chèvre marque un léger recul en Amérique latine, compensé par une croissance en Amérique anglo-saxonne.
L'importance croissante de la communauté musulmane en Amérique du Nord a incité les éleveurs à orienter une partie de leur élevage vers ces consommateurs. La viande de chèvre étant « anecdotique », ils ont cherché des races caprines à bon potentiel boucher. Un élevage spécialisé s'est développé aux États-Unis et au Canada. Les races kiko, spanish, tennessee et boer sont celles qui sont estimées présenter un fort potentiel.
La Kiko est une race néo-zélandaise issue de la sélection d'une population marrone éliminée de certaines îles. Elle a des qualités maternelles très intéressantes et une bonne conformation.
La spanish est une race venue du Mexique, descendante de la population espagnole à l'époque de la conquête de l'Amérique (XVIIe siècle).
La tennessee résulte d'une sélection génétique d'un caractère génétique apparu au XIXe siècle dans le Tennessee. La surprise ou la frayeur la paralyse : les muscles de l'arrière-train tétanisent. Cette particularité donne des cuisses très musclées, et donc une viande à la texture tendre et fine.
La boer est une race bouchère en provenance d'Afrique du Sud. Cette race est celle qui possède la meilleure conformation bouchère en raison de la proportion de viande par rapport au poids vif. Ses qualités maternelles moyennes en font une race utilisée pour ses mâles en croisement sur des femelles à meilleures aptitudes laitières et de fertilité.
Dans l'espace Caraïbe, la chèvre est un animal fournisseur de viande important. À Haïti, l'élimination des porcins créoles pour raisons sanitaires a entrainé une hausse du prix de vente de la viande de chèvre. Avec l'appauvrissement de la population, cette viande est devenue un produit réservé aux plus riches. Cette évolution du prix a entrainé une hausse du cheptel comme source de protéines et comme source de revenus lors de la vente.

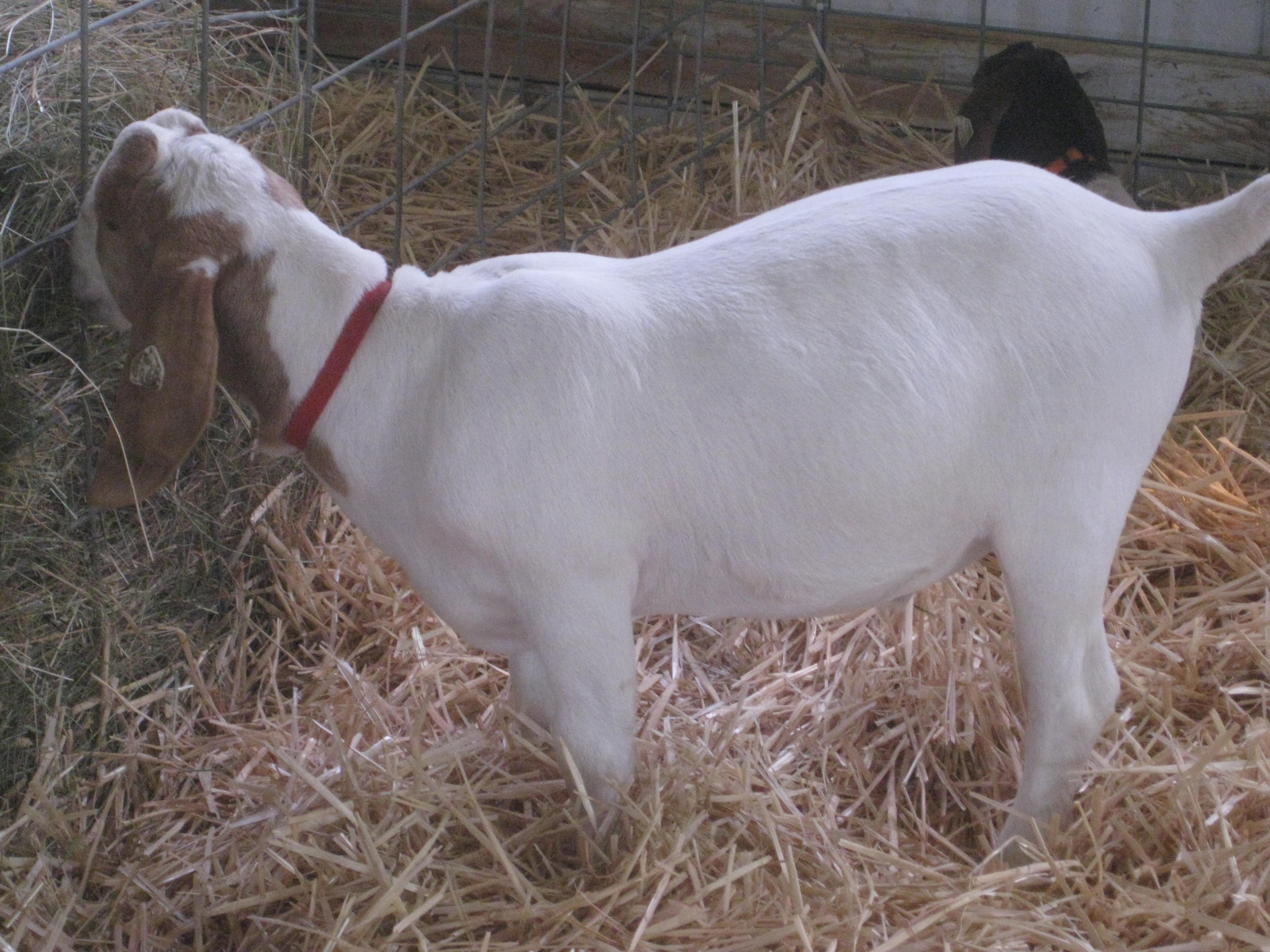
Chèvre boer.
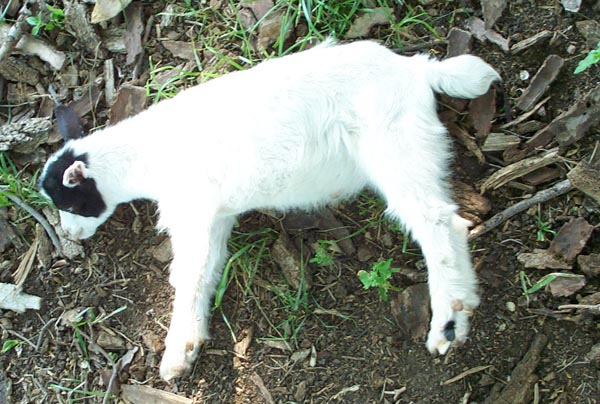
Chèvre tennessee couchée, paralysée par ses contractions.
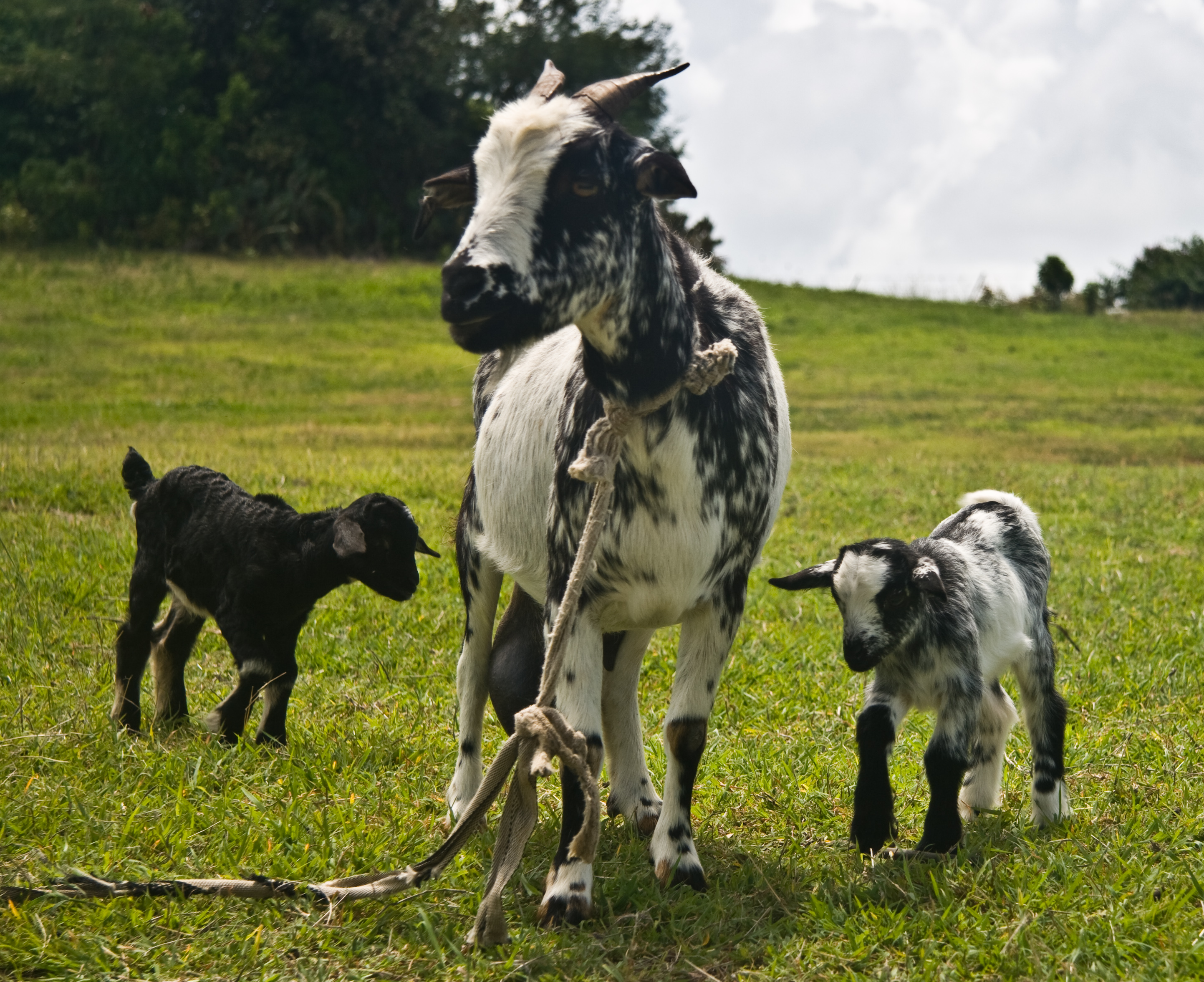
Chèvre à l'attache avec ses chevreaux, Grenadines.
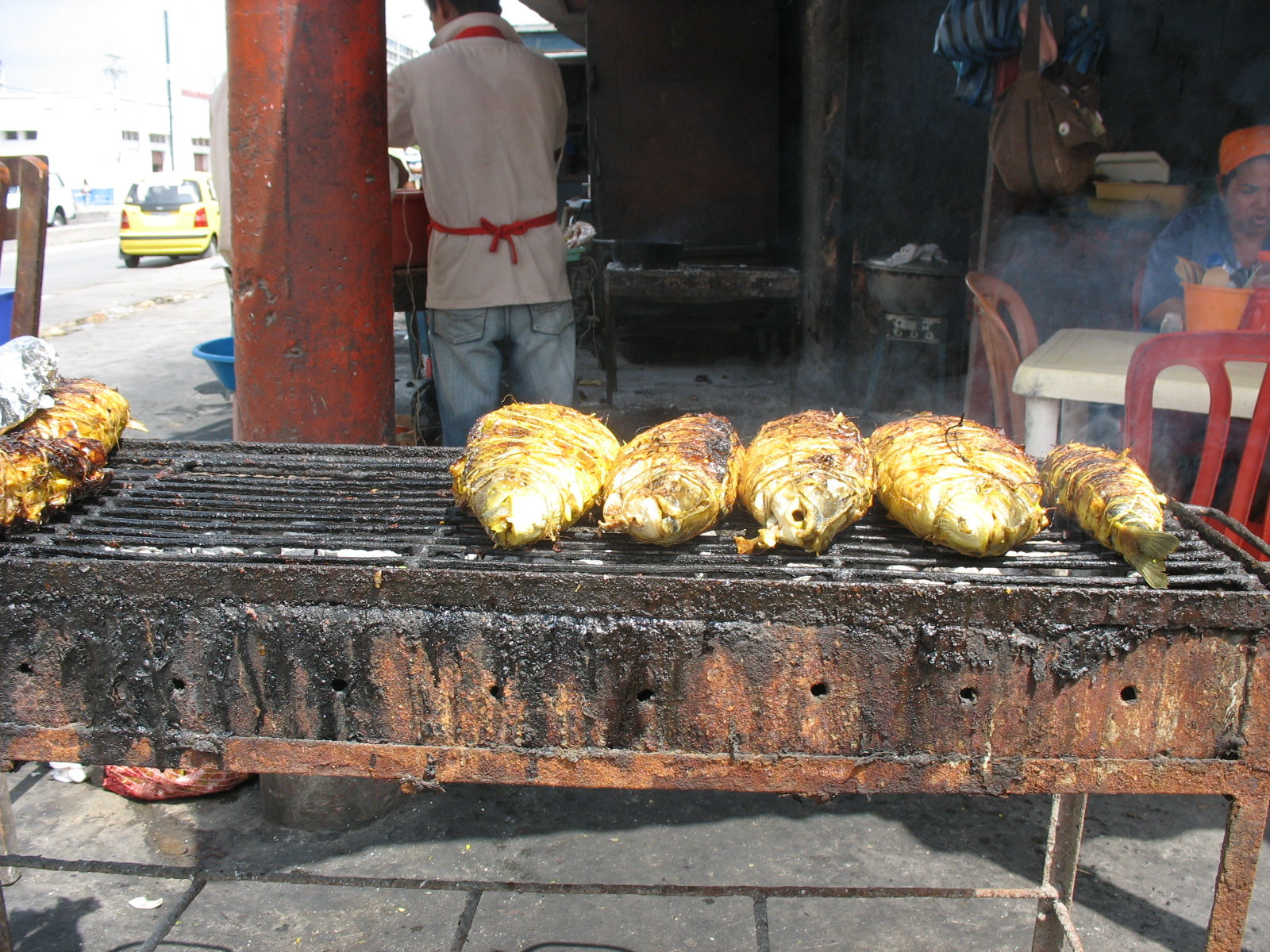
Bocachicos, poisson farci au chevreau, spécialité colombienne de Barranquilla.

### Chèvres sauvages
Dans de nombreuses régions, la chèvre sauvage fait l'objet de chasse pour sa viande. Il ne faut pas confondre cette viande avec celle du chevreuil que les chasseurs français nomment couramment chèvre.

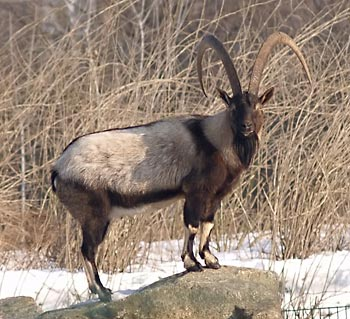
Capra aegagrus aegagrus, la chèvre sauvage du Caucase au zoo de Berlin.
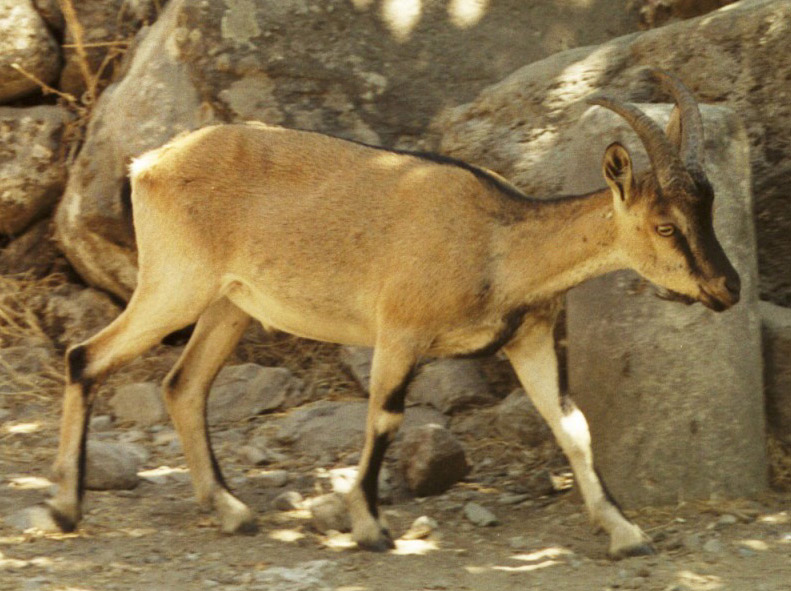
Capra aegagrus creticus, la chèvre sauvage de l'île de Crète.

## Cuisine de la viande de chèvre

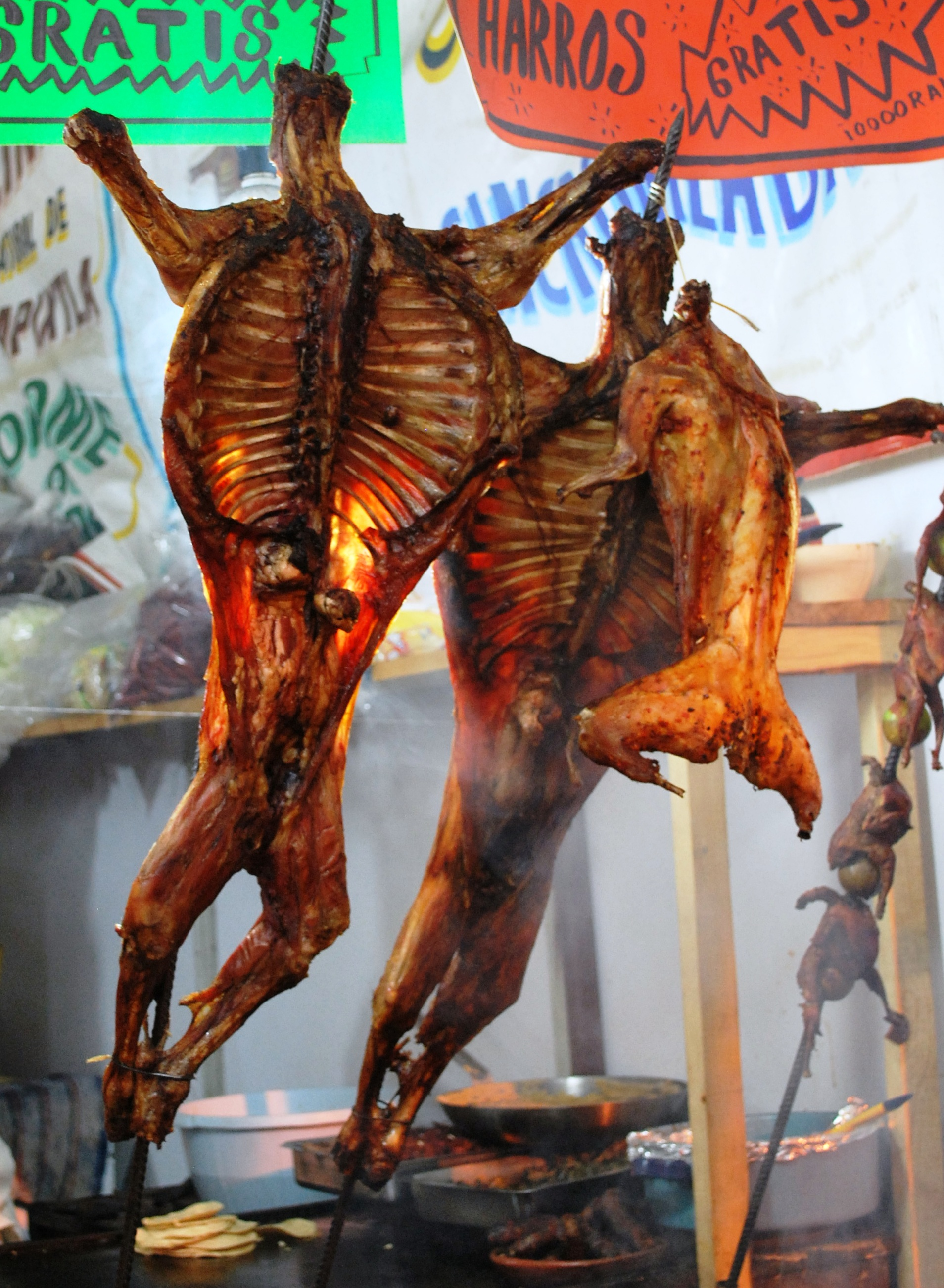
Cabris grillés au Mexique.

### La viande de chevreau
Le chevreau de boucherie est commercialisé lorsqu’il pèse entre 7 et 12 kg vif. On peut cependant le faire abattre plus tard, pour la consommation familiale ; sa viande sera alors rose ou rouge, plus ferme et « plus agréable à consommer »
Le prix de cette viande varie en fonction de la période de l’année ; il est plus élevé à l’approche de la Noël et de Pâques car le chevreau figure souvent au menu de ces fêtes.
La grande majorité des recettes de chevreaux concernent des grillades. Grillé entier en méchoui ou au barbecue, il peut aussi être détaillé en gigot, côtelettes ou épaule.
Les beignets de cabri sont parmi les principaux mets appenzellois des fêtes pascales.
En Corse, le cabri en sauce accompagne la pulenda. Il y existait une sorte de pemmican ou boucan appelée misgiccia.
Le colombo de cabri antillais est un ragout de viande de cabrit mélangée avec du citron, des oignons, de l'ail, des épices, et de la poudre de colombo ou encore du massalé (mélange d'épices à base de curcuma, de curry etc. sous forme de pâte) cuit avec des aubergines ou de la pomme de terre et servi avec du riz blanc.
À La Réunion, on prépare le cabri massalé, un genre de carry, avec du garam masala, servi traditionnellement lors des cérémonies tamoules ("service malbar").
Dans les pays francophones, la recette du cabri au lait est un calembour gastronomique; utilisé comme nom de restaurant à Bruxelles, une productrice alsacienne l'a utilisé comme nom de fromage.
La viande de chevreau est souvent grillée ; sa tendreté le permet.

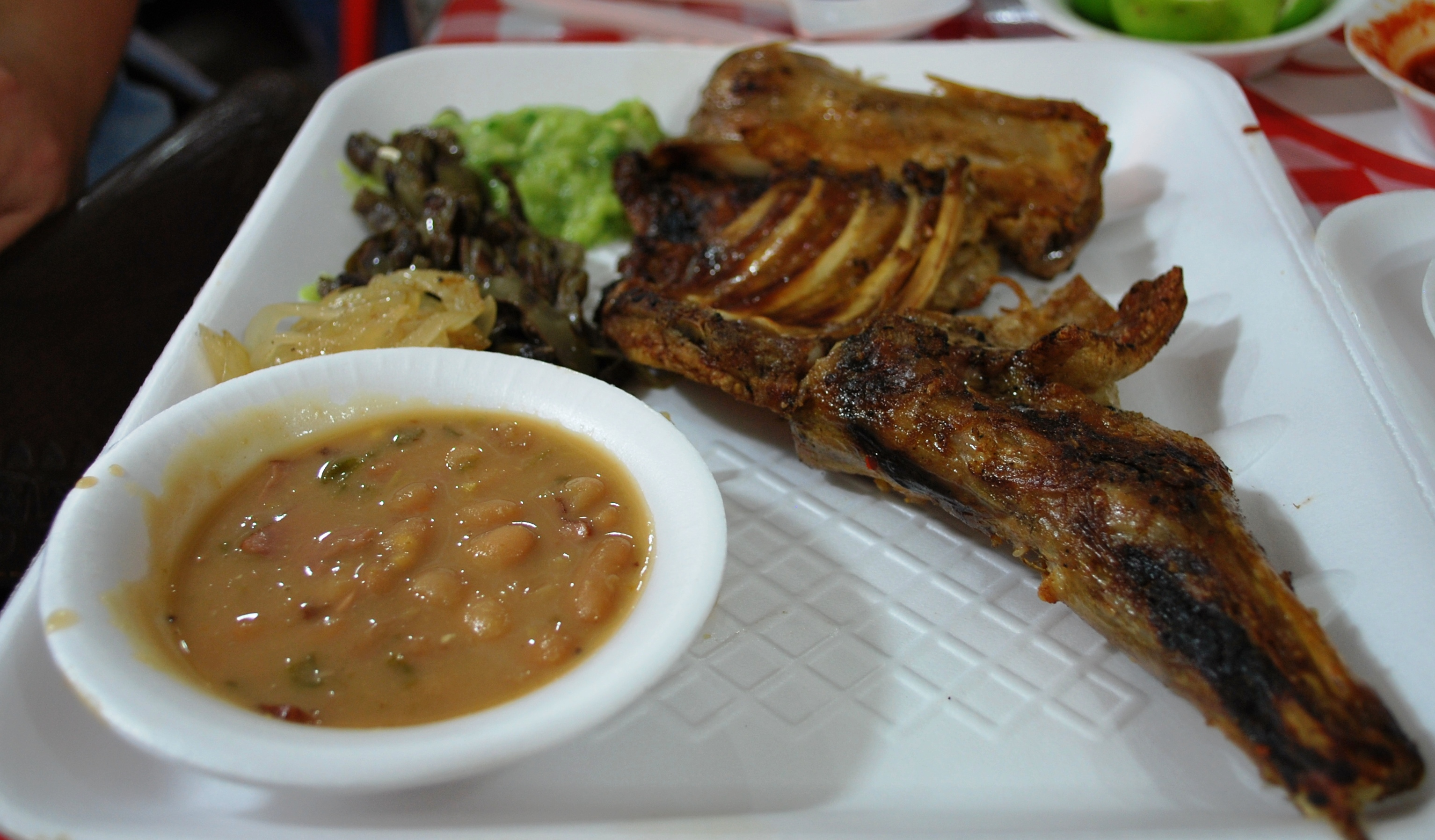
Chevreau grillé, servi à la féria de Pachuca, au Mexique.
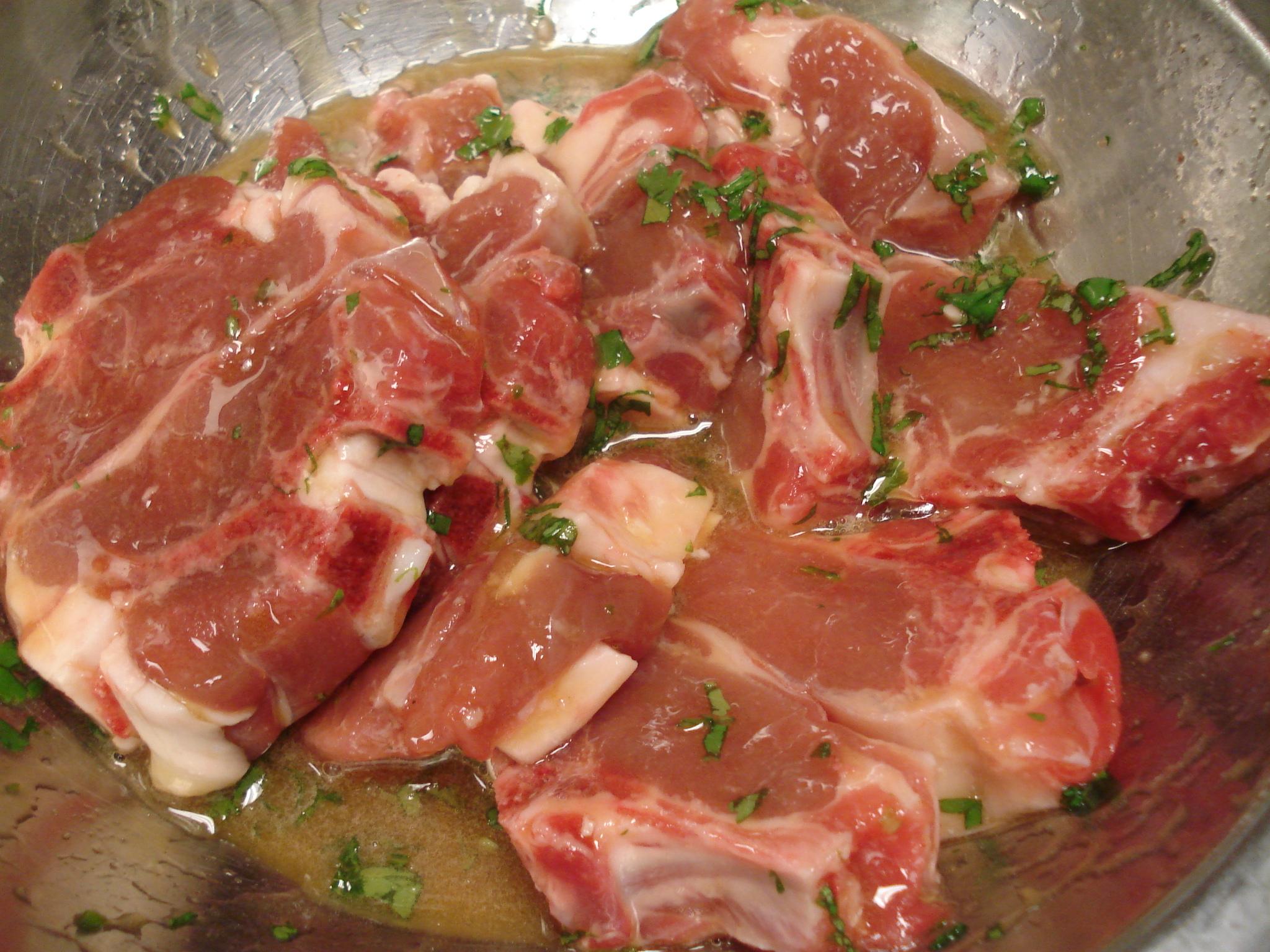
Viande de chevreau marinée.
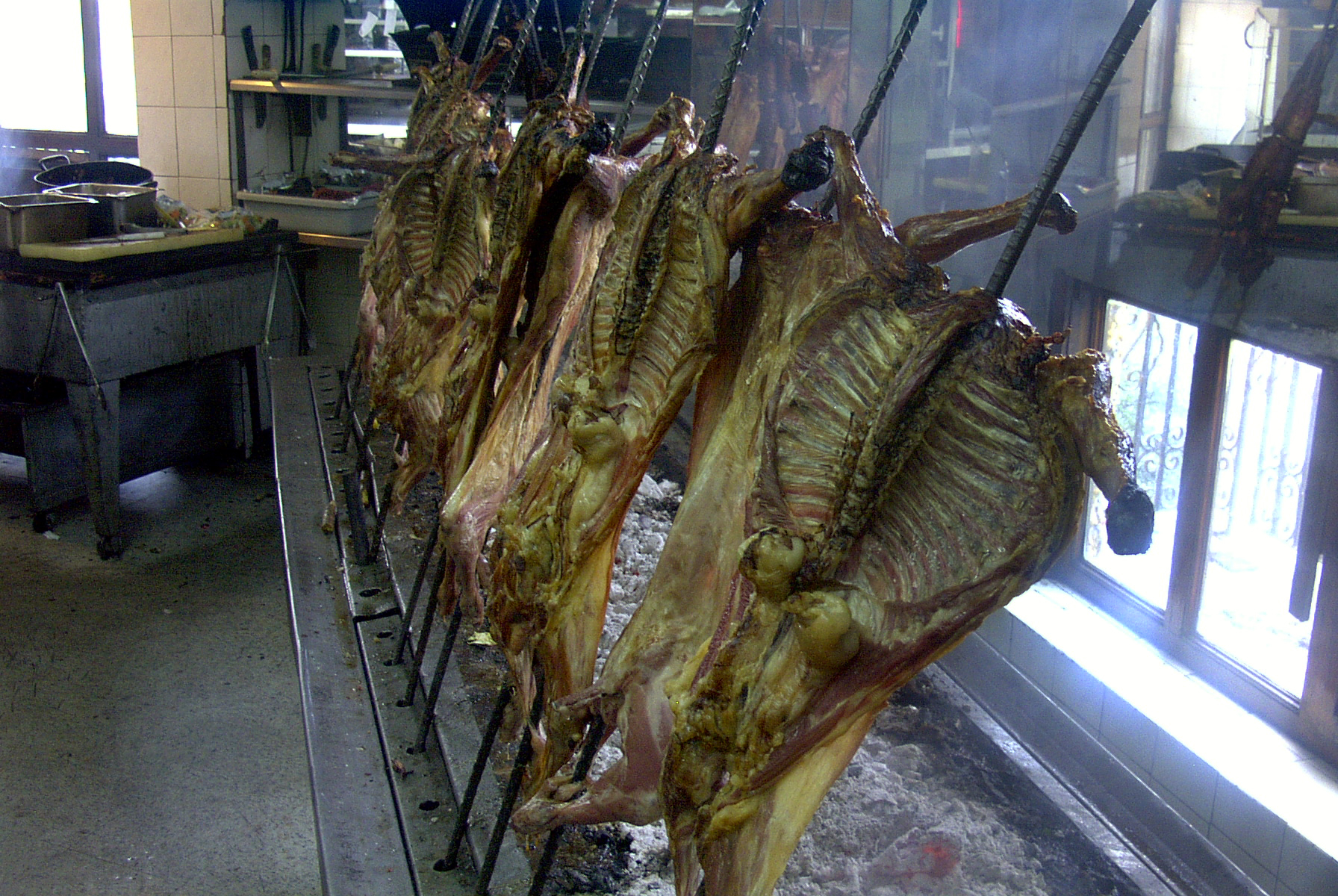
Cabris rôtis à Monterrey, Mexique.
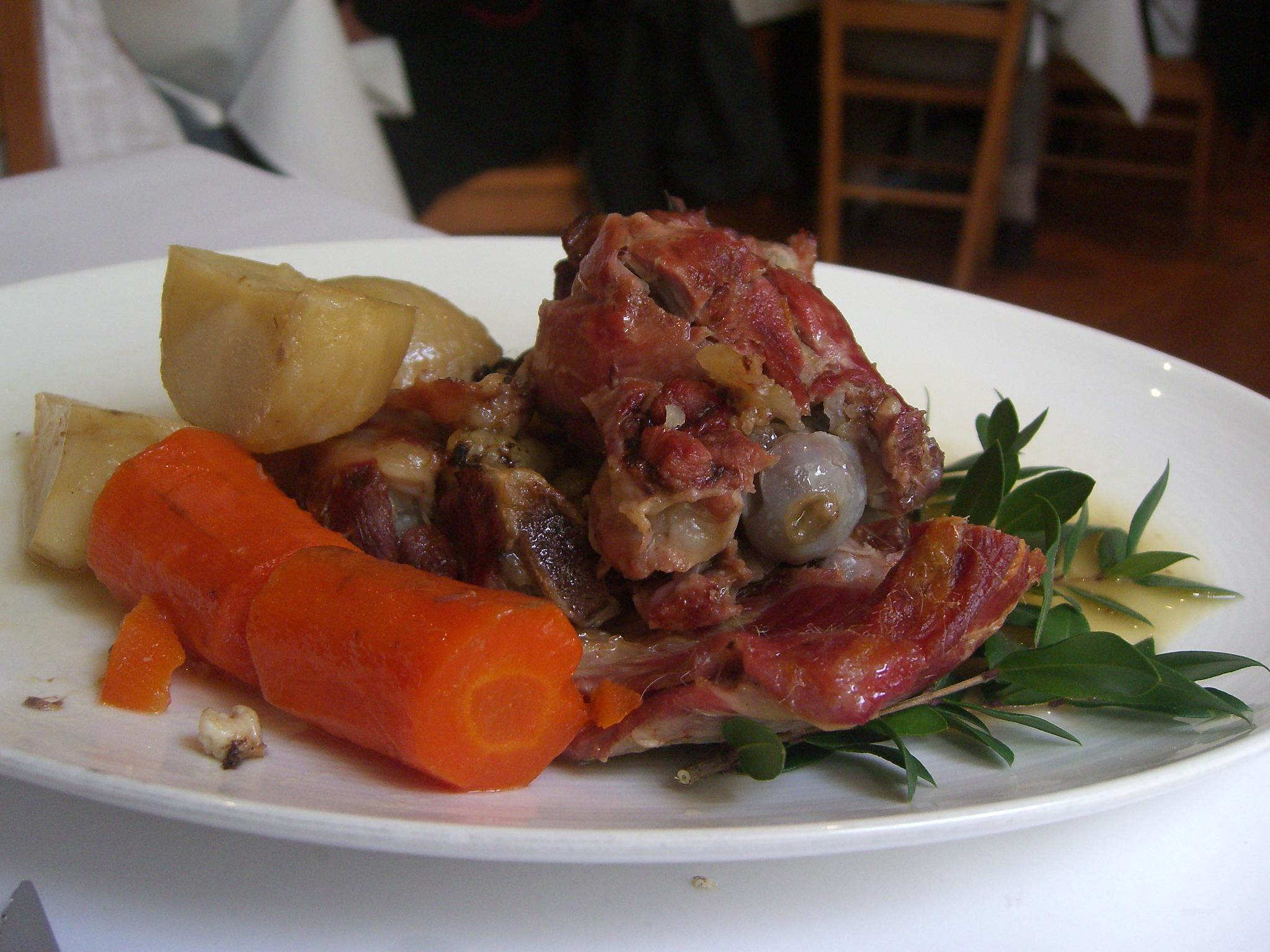
Pot au feu de chevreau en Australie.

### La viande de chèvre
La chèvre ou le bouc ont une texture plus ferme que celle du chevreau et un goût animal plus prononcé. Ils sont généralement cuisinés en ragoût à longue cuisson. De nombreuses préparations permettent de tirer la moindre partie de l'animal. Les morceaux moins nobles comme les abats sont consommés.
La Corse connaissait la misgiccia, viande de chèvre boucanée, consommée en cassolette avec des haricots.
La charcuterie de chèvre est aussi importante. La viande sert à confectionner des saucisses, des merguez, mais aussi de la charcuterie sèche : gigots salés ou fumés, saucissons ou des terrines et pâtés.
La viande de caprin adulte demande plus de préparation et souvent une cuisson longue.

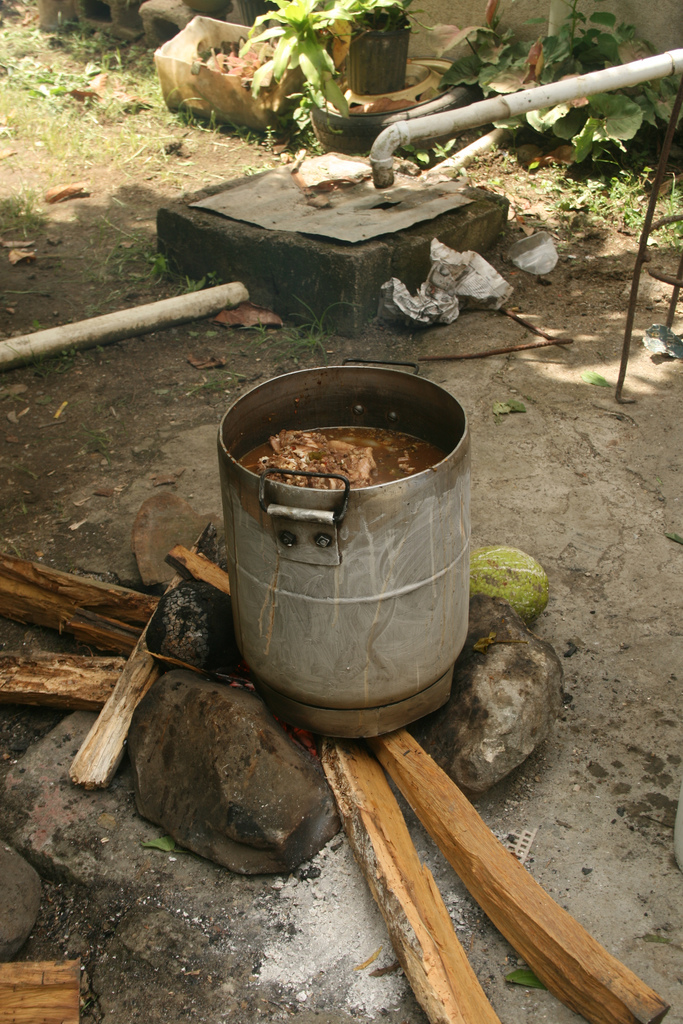
Ragout de chèvre à la Jamaïque.
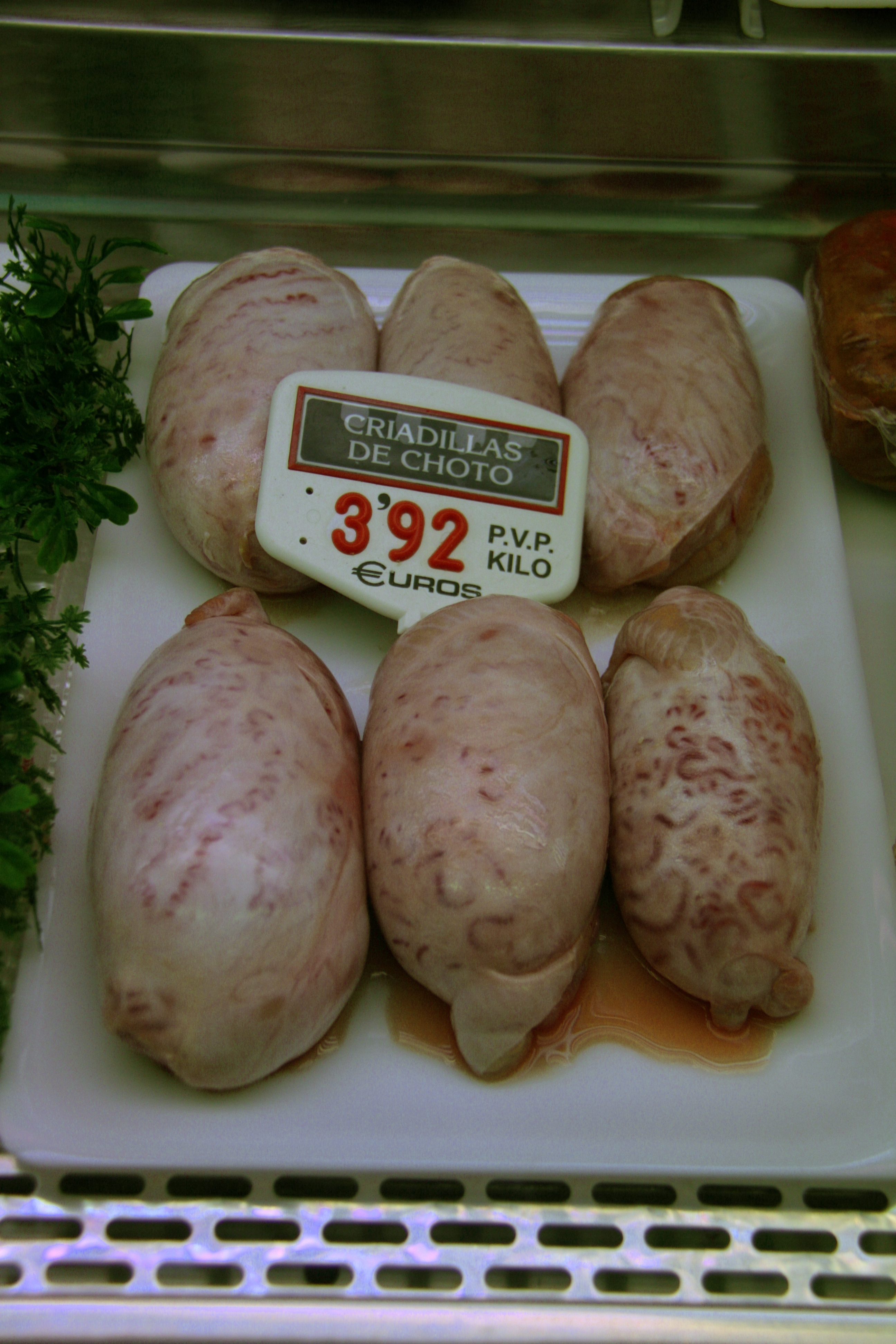
Testicules de bouc en boucherie à Madrid.
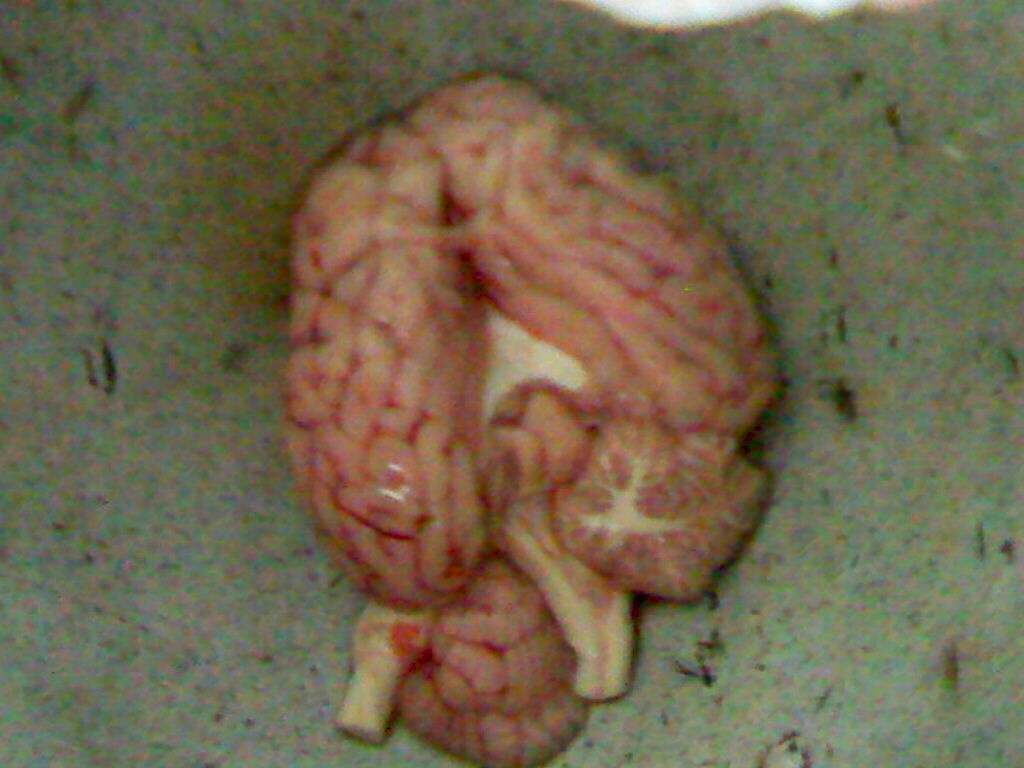
Cervelle de chèvre crue.
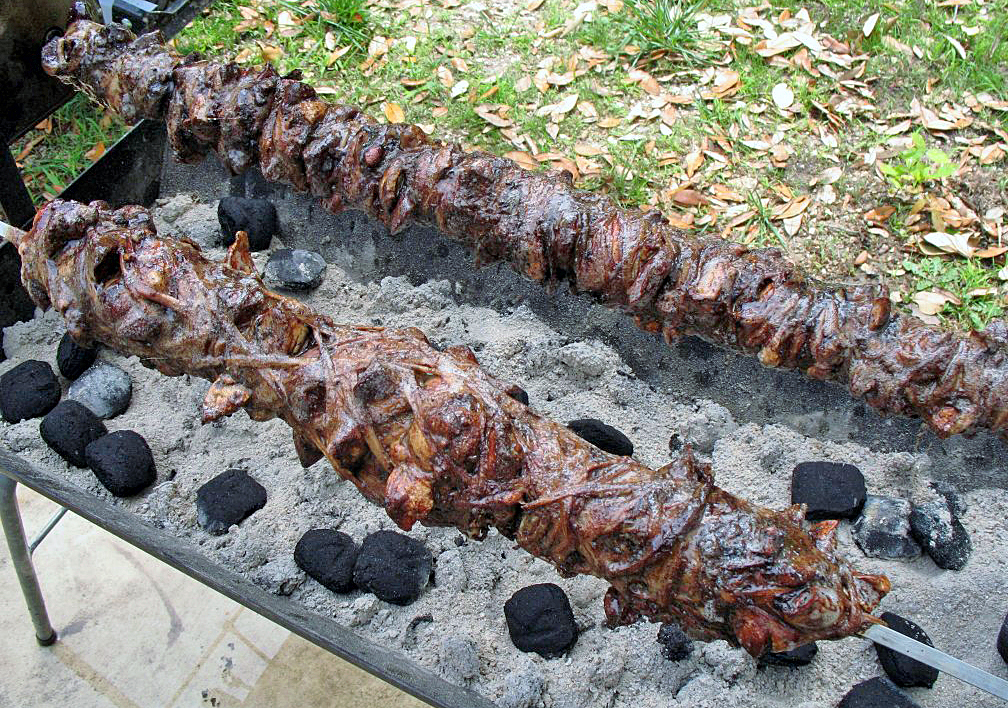
Kokoretsi, mets des Balkans, fait d'intestin de mouton ou de chèvre enroulé sur une broche et grillé au feu.

## Folklore
La Confrérie des Mangeurs de chèvre de Bellegarde-en-Marche a été créée en souvenir des villageois qui sauvèrent Bellegarde avec leurs chèvres au XIVe siècle et qui ne mangeaient pratiquement, comme viande, que celle de cet animal, bouillie ou salée. La chèvre en sauce poivrade est au menu du banquet traditionnel de ce groupe folklorique.
La Fête du cabri, ou Fèt a kabri, se tient habituellement dans le courant du mois d'avril à La Désirade.

## Commerce
En 2014, la France est nette importatrice de viande de chèvre, d'après les douanes françaises. Le prix à la tonne à l'import était d'environ 3 500 €.